# 基金訓練校一覧
基金訓練校一覧（ききんくんれんこういちらん）とは、日本の緊急人材育成・就職支援基金による基金訓練を行っていた教育訓練機関の一覧。基金訓練は2011年（平成23年）9月開講分をもって終了した。

## 概要
緊急人材雇用対策の基金訓練講座を各教育訓練機関で開講し、国の緊急雇用対策である基金訓練を実施、職業人の育成を行っていた。
現在、社会的事業者等訓練コース（OJT型訓練）、社会的事業者等訓練コース（ワークショップ型訓練（合宿型訓練を除く））、職業横断的スキル習得訓練コース（ITスキルコース）、新規成長・雇用吸収分野等訓練コース（基礎演習コース）、新規成長・雇用吸収分野等訓練コース（実践演習コース）、震災対策特別訓練コース、の各コースがある。

## 基金訓練を実施している教育訓練施設

### 専門学校でのもの
- 千葉県専修学校各種学校協会、千葉県千葉市
- 東京都専修学校各種学校協会 大森教室オフィススペシャリスト科（午後コース）、社団法人東京都専修学校各種学校協会、東京都品川区
- 専修学校甲府ドレメ学院 ファッション・アパレル科、山梨県甲府市
- 専修学校下関コンピュータビジネス学院OA実用科、山口県下関市
- 大原簿記公務員情報医療専門学校函館校ホームヘルパー・介護事務科、学校法人大原学園、北海道函館市
- 釧路商科専門学校IT会計科、学校法人釧路商専学園、北海道釧路市
- 札幌科学技術専門学校OAビジネス科、学校法人総合技術学園、北海道札幌市
- 専門学校日本福祉学院ホームヘルパー2級・介護保険事務士上級科、学校法人つしま記念学園、北海道札幌市
- YMCA英語・スポーツ専門学校カラーコーディネートプロ養成科、財団法人北海道YMCA、北海道札幌市
- 専門学校北海道体育大学校3号館OA経理労務科、学校法人吉田学園、北海道札幌市
- 札幌福祉専門学校ホームヘルパー2級科、学校法人北工学園、北海道札幌市
- 盛岡情報ビジネス専門学校 水沢教室ITスペシャリスト科、学校法人龍澤学館、岩手県奥州市
- 専門学校盛岡カレッジオブビジネス 5階パソコン室ITスペシャリスト科、学校法人龍澤学館、岩手県盛岡市
- 東北電子専門学校、学校法人日本コンピュータ学園、宮城県仙台市
- 北杜学園 仙台医療福祉専門学校医療事務員養成科、学校法人北杜学園、宮城県仙台市
- 秋田建築デザイン専門学校初めての建築CAD科、学校法人峰本学園、秋田県秋田市
- 秋田情報ビジネス専門学校ファッションテクニカル科、学校法人伊藤学園、秋田県秋田市
- 秋田コア ビジネスカレッジ 中通キャンパス基礎演習科、学校法人コア学園、秋田県秋田市
- 大館調理師専門学校訪問介護員養成科、学校法人大館ホテヤ学園、秋田県大館市
- 専門学校能代文化学院パソコンスキル習得科、学校法人のしろ文化学園、秋田県能代市
- 東北医療福祉専門学校ホームヘルパー2級養成科、学校法人博愛心学院、福島県郡山市
- 古河コア学園 古河テクノビジネス専門学校、学校法人古河コア学園 茨城県古河市
- 財団法人農民教育協会鯉淵学園農業栄養専門学校農業者養成科、茨城県水戸市
- 筑波研究学園専門学校 5号館Webデザイン科、学校法人筑波研究学園、茨城県土浦市
- アール情報ビジネス専門学校パソコン活用科、学校法人筑波学園、茨城県土浦市
- 宇都宮日建工科専門学校基礎演習科、学校法人日建学園、栃木県宇都宮市
- フェリカ建築&デザイン専門学校、学校法人フェリカ学園、群馬県前橋市
- 太田情報商科専門学校ホームヘルパー2級養成科、学校法人太田アカデミー、群馬県太田市
- 専門学校高崎福祉医療カレッジ 大宮校介護基礎研修科、学校法人藤仁館学園、埼玉県さいたま市
- CAD製図専門学校CADオペレート科、準学校法人古藤学園、埼玉県越谷市
- 瀧澤学園千葉モードビジネス専門学校 幕張教室日本語教師養成科、都賀教室ネイリスト養成科、千葉県千葉市
- 明星情報ビジネス専門学校 取手駅前教室パソコン簿記科、荒川沖教室402教室基礎演習科ほか、千葉県松戸市・茨城県土浦市ほか
- 篠原学園専門学校医療事務総合サービス科、学校法人篠原学園、東京都千代田区
- 渋谷外国語専門学校 204教室ITインストラクター養成科、学校法人嘉榮学園、東京都中野区
- 専修学校朋友柔道整復専門学校、学校法人日本医科学総合学院、東京都荒川区
- 早稲田美容専門学校美容総合技術者育成科、学校法人小倉学園、東京都新宿区
- 中央情報学園 早稲田文理専門学校基礎からのビジネスパソコン・Web科、学校法人中央情報学園 中央情報専門学校、東京都豊島区
- 読売理工医療福祉専門学校電気工事士育成科、学校法人読売理工学院、東京都港区
- 日本フラワーデザイン専門学校環境造園・植物管理科、学校法人環境芸術学園、東京都新宿区
- 臨床福祉専門学校社会人ITスキル習得科、ニップクケアサービス株式会社、東京都江東区
- 横須賀法律行政専門学校ビジネスIT基礎科、学校法人山本学園、神奈川県横須賀市
- 矢沢服飾専門学校和裁科、学校法人矢沢学園、神奈川県横浜市
- 情報科学専門学校新横浜校、学校法人岩崎学園、神奈川県横浜市
- 横浜YMCA学院専門学校IT基礎科、財団法人横浜YMCA、神奈川県横浜市
- 総合電子専門学校基礎演習科、学校法人湘南ふれあい学園、神奈川県相模原市
- 柏木実業専門学校 研修センター、学校法人柏木学園、神奈川県大和市
- テンプスタッフフォーラム株式会社総合医療事務科、学校法人実学教育学園フォーラム情報アカデミー専門学校、新潟県新潟市
- 日本ビジネス公務員専門学校ビジネスパソコン基礎科、学校法人エイシンカレッジ、新潟県長岡市
- 浦山学園 富山情報ビジネス専門学校医療事務習得科、学校法人浦山学園 富山情報ビジネス専門学校、富山県射水市
- 北川学園 金沢製菓調理専門学校ITスキル簿記会計科、学校法人北川学園、石川県金沢市
- 北陸デザイナー専門学校Webデザイン夜間科（就職支援コース）、北陸デザイナー専門学校、石川県金沢市
- ファーストコンピューター専門学校ビジネスパソコン基礎科、学校法人ファースト学園、石川県金沢市
- 新和学園 福井県医療福祉専門学校医療事務科、学校法人新和学園 福井県医療福祉専門学校、福井県福井市
- 静岡理工科大学浜松情報専門学校Webクリエイター科、学校法人静岡理工科大学、静岡県浜松市
- 協栄学園 勢京ビジネス専門学校ビジネススキルアップ科、学校法人協栄学園 勢京ビジネス専門学校、三重県伊勢市
- ユマニテクライフデザイン専門学校 カレッジビル 301教室基礎演習科、学校法人大橋学園ユマニテクライフデザイン専門学校、三重県四日市
- 国際経営情報専門学校本校キャンパス、膳所駅前キャンパス、国際経営情報専門学校、滋賀県大津市
- マロニエファッションデザイン専門学校IT基礎科、マロニエファッションデザイン専門学校、大阪府大阪市
- 大阪自動車整備専門学校医療・調剤事務科、学校法人岡崎学園 大阪自動車整備専門学校、大阪府大阪市
- 関西外語専門学校ホームヘルパー2級養成科、学校法人天王寺学館、大阪府大阪市
- 関西経理専門学校本校舎貿易ビジネス実践科、本校舎ビジネスパソコンスキル基礎科、学校法人大阪学院大学、大阪府大阪市
- 清風情報工科学院専門学校、学校法人清風明育社、大阪府大阪市
- 創造社デザイン専門学校Flashコンテンツクリエーター養成科、学校法人創造社学園、大阪府大阪市
- 大原医療秘書福祉専門学校梅田校、大原医療秘書福祉専門学校梅田校、大阪府大阪市
- 大阪社会福祉専門学校、秋桜高等学校加治校舎ITスキル科、学校法人池田学園 大阪府貝塚市
- 天王寺経理専門学校経理事務マスター科、学校法人吉見学園、大阪府大阪市
- 専門学校 神戸カレッジ・オブ・ファッションファッションスペシャリスト科、学校法人辻村学園、兵庫県神戸市
- 東亜学園商業実務専門学校パソコン基礎科、学校法人東亜学園、兵庫県神戸市
- 大岡学園 ビジネス専門学校 キャリアカレッジ但馬基礎演習科、学校法人 大岡学園、兵庫県豊岡市
- 奈良総合ビジネス専門学校、学校法人永井学園、奈良県奈良市
- 田辺オールビジネス専門学校農業実践科、ワーキンエバー株式会社、和歌山県田辺市
- 米子文化服装専門学校教室Bファッションデザイン科、米子文化服装専門学校、鳥取県米子市
- 岡山商科大学専門学校、学校法人吉備学園 岡山商科大学専門学校、岡山県岡山市
- 専門学校ビーマックス 1号館、学校法人武田学園、岡山県岡山市
- 第一平田学園 中国デザイン専門学校 ip館、学校法人第一平田学園 中国デザイン専門学校、岡山県岡山市
- 専門学校ビーマックス国際情報館宅建・不動産エキスパート科、創立記念館OA経理ビジネス科、学校法人武田学園、岡山県岡山市
- 広島医療保健専門学校介護スペシャリスト養成科、学校法人古沢学園、広島県広島市
- MSH医療専門学校、学校法人MSH医療学園、広島県広島市
- 穴吹情報デザイン専門学校総務経理簿記2級科、学校法人穴吹学園、広島県福山市
- 昇陽学院 専門学校YICリハビリテーション大学校医療・調剤事務科、学校法人昇陽学院、山口県宇部市
- YICキャリアデザイン専門学校（若宮校舎）PCスペシャリスト科、学校法人中央学院、山口県周南市
- 徳山総合ビジネス専門学校本町教室FP・簿記マスター科（就職支援コース）、徳山総合ビジネス専門学校、山口県周南市
- 財団法人龍昇学園 龍昇経理情報専門学校パソコン事務科、財団法人龍昇学園、徳島県徳島市
- 四国総合ビジネス専門学校、学校法人朋友学園 四国総合ビジネス専門学校、香川県高松市
- 今治商業専門学校簿記パソコン習得科、準学校法人白光学園、愛媛県今治市
- F・C渕上医療福祉専門学校（203教室）介護スタッフ養成科、学校法人実教学園、福岡県福岡市
- ILPお茶の水医療福祉専門学校医療事務・調剤報酬事務科、学校法人ILP萩原学園、福岡県福岡市
- KCS北九州情報専門学校パソコン入門科、学校法人電子開発学園九州、福岡県北九州市
- 西鉄自動車整備専門学校基礎演習科、学校法人西鉄学園、福岡県大野城市
- 専門学校九州テクノカレッジパソコンインストラクター補助員養成科、学校法人友幸学園、福岡県北九州市
- 専門学校西鉄国際ビジネスカレッジ基礎演習科、学校法人西鉄学園、福岡県福岡市
- 専門学校西日本アカデミーITスキル養成科、学校法人時習学館、福岡県福岡市
- 福岡外語専門学校、学校法人福岡成蹊学園、福岡県福岡市
- こころ医療福祉専門学校 島原校舎美容福祉科、諫早教室介護員養成研修科、佐世保教室ホームヘルパー2級科、大村教室、畝刈教室介護員養成研修科、学校法人岩永学園、長崎県長崎市ほか
- 専門学校させぼ公務員オブビジネス、長崎県佐世保市
- ソシアル淳心ファッションビジネス専門学校ITビジネスマナー科、ソシアル淳心ファッションビジネス専門学校、長崎県佐世保市
- 長崎デュアルシステム専門学校・大村教室、諫早教室、長崎県諫早市ほか
- 専門学校メトロコンピュータカレッジ、株式会社メトロコンピュータサービス、長崎県長崎市
- 長崎柔鍼スポーツ専門学校佐世保教室、本校はじめて学ぶパソコン初級講座科、学校法人長翔学園、長崎県長崎市ほか
- 長崎情報ビジネス専門学校、学校法人平成国際学園 長崎情報ビジネス専門学校、長崎県長崎市
- 長崎福祉専門学校介護職員基礎研修科、学校法人九州アカデミー学園、長崎県諫早市
- 松本学園キャリア支援センターホームヘルパー2級養成科、学校法人松本学園 日本総合教育専門学校、熊本県玉名市
- 専門学校湖東カレッジ農業者育成コース科、学校法人湖東学園、熊本県熊本市
- 九州測量専門学校IT基礎科、学校法人九州測量専門学校、熊本県熊本市
- 由布学園 専修学校 大分経理専門学校日田教室実践会計科、大分県日田市
- 宮崎情報ビジネス専門学校基礎演習科教室基礎演習科、学校法人宮崎総合学院、宮崎県宮崎市
- 奄美情報処理専門学校基礎演習科、奄美情報処理専門学校、鹿児島県奄美市
- 鹿児島情報ビジネス専門学校基礎演習科（ビジネスマン養成基礎コース）、鹿児島情報ビジネス専門学校、鹿児島県鹿児島市
- 海邦電子ビジネス専門学校基礎演習科、沖縄県うるま市
- フジ学園専門学校ITカレッジ沖縄ITビジネス基礎科、学校法人フジ学園専門学校ITカレッジ沖縄、沖縄県那覇市
- 沖縄ウエル・スポーツ専門学校、沖縄ウエル・スポーツ専門学校、沖縄県那覇市
- 沖縄情報経理専門学校本校・那覇校、沖縄県沖縄市ほか
- 安木屋ビジネス専門学校ビジネスPC経理科、安木屋ビジネス専門学校、沖縄県那覇市
- 琉美インターナショナルビューティカレッジトータルビューティー科、沖縄ウエル・スポーツ専門学校、沖縄県那覇市

### 広域のもの
- 富士通エフ・オー・エム札幌市、仙台市、福島市、ITスキルアップ養成基礎科、パソコン事務基礎科ほか
- 富士通オープンカレッジ有限会社ドゥコムアイ鹿沼校基礎から始めるPC・簿記仕事活用科、株式会社アスク星ヶ丘校・栄校・名古屋駅前校パソコン基礎科・立神工業明石校機械（CAD・マイコン制御）習得科、ITパソコン科
- パソコン教室わかるとできる・有限会社青栁園芸神栖校IT・簿記基礎科、中条ゼミナール中条校ITビジネス経理事務科、株式会社OKDイズミヤ六地蔵校別館
- 日建学院-講座を多数開校、札幌校、帯広校、旭川校、青森校 201教室、仙台校、いわき校 B教室、宇都宮西口校、宇都宮校、小山校、キャリアアップセンター今市、佐原校201教室、新松戸校302教室、新宿校、キャリアアップセンター新宿、上野校501教室、吉祥寺校801教室、キャリアアップセンター池袋、立川校、岐阜校、滋賀校・滋賀教室、姫路校A2教室、明石校B教室、鳥取校第二教室、下関校B教室、徳山校B教室、広島校簿記スキル養成科(株式会社セイブコーポレーション)、パソコンスキルマスター科、簿記・会計マスター科、簿記会計マスター科、パソコンスキル養成科、不動産ビジネススキル養成科、パソコンスキルマスター科、宅建スキル養成科、不動産ビジネススキル養成科、中部建築資料研究社岡崎校不動産ビジネススキル養成科、徳島校不動産ビジネススキル養成科、株式会社中部建築資料研究社、名古屋校不動産ビジネススキル養成科、山田設計新津認定校不動産ビジネススキル養成科、エイコーワールド公認スクール浦添校ほか
- LECリーガルマインド・株式会社東京リーガルマインド札幌支社、旭川本校、札幌支社、青森本校、仙台本校、宇都宮本校、大宮本校、南越谷本校、所沢本校、川口本校、千葉本校、船橋本校、柏本校、高田馬場本校、新宿西口本校、水道橋本校、北千住本校、蒲田本校、中野本校、町田本校、八王子本校、池袋本校、立川本校、横浜本校、横浜本校、藤沢本校、新潟本校、富山本校、金沢増泉本校、甲府本校、岐阜本校、静岡本校、静岡産業大学、磐田駅前学舎、岡崎本校、名古屋駅前本校、京都駅前本校、難波駅前本校、天王寺北本校、北梅田本校、梅田駅前本校、神戸本校別館、神戸本校、尼崎本校、姫路本校、奈良大宮本校、岡山本校、広島本校、山口本校、徳島本校、高松本校、松山支店、福岡本校、北九州本校、長崎本校、熊本本校、大分本校、OA事務スタッフ養成科、簿記2級チャレンジ科、経理事務スペシャリスト実践科、法務事務科、ビルメンテナンス科、CADインテリアスタッフ養成科、総合事務基礎力養成科、宅建業・マンション管理業就職科、ファイナンシャル会計基礎科、医療事務スタッフ養成科、経理スタッフ養成科、IT・経理基礎科、人事・経理事務基礎科、マンション管理員養成科、電気工事士科、医療事務総合科、旅行・観光ビジネス科、保育スペシャリスト科、事務スペシャリスト養成科、貿易ビジネス科、宅建チャレンジ科、ファイナンシャルプランナー養成科ほか
- 日本教育クリエイト・東京ビューティーアート専門学校
- 日本教育クリエイト・三幸カレッジ船橋教室、三幸ITカレッジ・函館美原校・水沢教室・仙台校、三幸PCカレッジ・岡山教室・金沢駅前教室・四日市駅前教室・長野善光寺口教室・富山駅前教室、御所野校
- 日本教育クリエイト・三幸福祉カレッジ柏教室・宇都宮教室・横浜教室・甲府教室・高崎教室・千葉教室・長崎第2教室・福岡支社・鹿児島第3教室・四日市駅前教室・アベニュー・クシロ校・おもろまち校・広島南口第3教室・神戸元町教室・西宮教室・帯広校・藤枝教室・苫小牧校・奈良新大宮教室・福山第2教室・豊見城校・名護校・立町第1教室・御所野校・熊本第2教室
- 日本教育クリエイト・日本医療事務協会御所野校・横浜教室・船橋教室・柏教室・第3小倉教室・天神校・岡山教室・岐阜第一教室・金沢駅前教室・県庁前教室・呉第1教室・広島南口第1教室・高知はりまや橋教室・佐賀教室・三島教室・四日市教室・盛岡みたけ教室・大河原校・天王寺教室・富山駅前教室・立町第3教室・郡山校・福島校・名護教室
- 資格の学校TAC札幌校、大宮校、津田沼校、横浜校、神戸校、福岡校、経理事務養成科、ファイナンシャル・プランナー科、経理実務科ほか
- ピーシーアシスト東札幌校安全ビル、仙台駅前校、郡山校パシフィックシティ郡山、水戸校、宇都宮校MEGAドン・キホーテ第1教室、小山校ロブレ632ビル 第2教室、高崎校高砂ビル、千葉校、船橋駅前校KDX船橋ビル第2教室、柏校、横浜校、藤沢校、金沢校ライフ金沢第一ビル第1教室、御経塚校第二教室、沼津校、浜松校、安城校、犬山校、豊橋駅前校、豊田校、名古屋駅前校、四日市校、草津校、四条校、京都駅前校、京都駅前校京都駅前ビル第1教室、京橋校、梅田校、三宮校、姫路駅前校、姫路駅前校別館、明石校、奈良西大寺校、岡山校、広島本校 八丁堀教室、広島本校第二広電ビル第2教室、広島駅前校第一ビル第1教室、福山校エム・シー福山ビル第1教室、宇部校TKビル第2教室、下関校竹崎ビル第2教室、徳山校徳山センタービル第2教室、丸亀校パワーシティ丸亀 第1教室、高松駅前校、坂出校、松山校、福岡天神校、北九州小倉校、佐賀校、大分校、WEBスペシャリスト科、ビジネスパソコン・マスター科、基礎から学ぶWEBデザイン・スペシャリスト科、WEBデザイナー実践科、ビジネスパソコン・マスター科ほか
- ニチイ学館釧路校釧路教室、札幌校JRタワー教室、函館校函館教室、青森支店弘前教室、青森支店青森本町教室、盛岡校（アイーナ教室）、北上教室、仙台校仙台教室、秋田校秋田C教室、山形教室、米沢第一教室、水戸校、小山校栃木教室、前橋校、柏校、池袋校、横浜校、新潟支店三条教室、新潟支店新潟教室、新潟支店新発田教室、新潟支店長岡教室、金沢校、多治見校、岡崎校、名古屋校、名古屋東校黒川教室、堺東校、姫路校加古川教室、岡山校、岡山支店倉敷校、岩国教室、徳島校、高松支店シンボルタワー教室、宇和島教室、久留米校久留米教室、福岡校姪浜教室、福岡校天神教室、小倉校小倉教室、熊本校、大分校、那覇支店那覇教室、医療クラーク養成科、介護福祉サービス科、介護職員基礎研修科、医療・介護事務科、ホームヘルパー養成科、介護サービス実践科、医療事務・調剤科、医療事務科、ホームヘルパー養成科、医療事務・ドクターズクラーク養成科、医療事務養成科、医療・医師補助事務科ほか
- ファンピープルAOBAパソコンスクール札幌校、札幌月寒校、札幌栄町校、一ノ関校、大河原校、仙台駅前校、大崎校、寒河江校、山形校、熊本校、加治木校、鹿児島中央駅前校
- ファンピープルAOBAビジネススクール千葉勝浦校、舞松原校、金の隈、九州本校、基山校、日田中央第一校、別府校）、
- マルチメディアスクール・ウェーヴ新札幌教室、札幌平岸教室、札幌麻生教室、室蘭教室、滝川教室、苫小牧教室、函館亀田教室、札幌白石教室、帯広教室、青森教室、八戸教室、盛岡教室、北上教室、仙台教室、福島教室、小山教室、真岡教室、足利教室、西那須野教室、大宮教室、久喜教室、川越教室、五泉教室、三条教室、三宮校、長崎教室、諫早教室、菊陽教室、八代教室、中津教室、薩摩川内教室、いづろ教室、鹿児島南教室、基礎から始めるビジネスパソコン科
- ハロー！パソコン教室/盛岡南校PC基礎実技訓練科、有限会社アイ・ティー・スクエアくずは校第2教室実務に役立つパソコン科、株式会社ライフサポート東北イオン富谷校ビジネスパソコン総合科、有限会社アルファフライ日吉校OA事務基礎科
- ヒューマンアカデミー仙台校・千葉校サテライト第1教室・新宿和幸サテライト2経理・横浜校・山下町教室・新潟校・静岡駅前校・浜松駅前校・名古屋・心斎橋校（MIDビル教室）・梅田校・和歌山校・岡山校・広島校・熊本校
- ナガセピーシースクールナガセキャリアセンター千葉校・柏校・渋谷校・荻窪サクセスルーム・名古屋校
- 大栄教育システム大栄コンピュータ学院札幌校ファイナンシャルOA経理科・仙台校建設業経理事務科・郡山校経理事務実践科・三宮校経理事務基礎科・天神校ビジネススキル養成科・宮崎校ビジネススキル養成科
- 大栄教育システム大栄経理学院京都駅前校パソコン経理事務基礎科・四条烏丸校会計知識習得科・天王寺校経理事務基礎科・梅田校経理事務基礎科・西宮北口校経理事務基礎科・姫路校経理事務基礎科・博多校ビジネススキル養成科・佐賀校経理スペシャリスト科・長崎校不動産ビジネス経理科
- PCライフパートナーアビバイオン利府校・仙台駅前校・津田沼校・柏駅前校・新宿ICTビジネススクール・吉祥寺駅前校・二俣川校・日吉東急校・新百合ヶ丘校・クラシティ半田校・プリオ豊川校・トヨタ校・テックランド星ヶ丘校Webクリエイター＆データベース科・金山校・イオンナゴヤドーム前校・アピタ鳴海校経理事務ビジネス科・京都駅前校・紙屋町校・ゆめタウン東広島校・福山校・ザ・モール周南校・イオン高松校・イオンモール筑紫野校・アクロス福岡校・小倉校の各ITビジネススキル総合科
- 日本医療事務センター浜松校医療・介護事務科、横浜駅前教室医療福祉総合科、梅田校基礎から始める医療・調剤事務実践科、株式会社日本医療事務センター

### 北海道・東北
- ビジネス総合スクール ベストプランズ、株式会社ベストエース、北海道旭川市
- VANVANパソコン教室IT基礎パソコン科、株式会社北海道教育楽器、北海道岩見沢市
- 岩内地域人材開発センター基礎演習科、職業訓練法人岩内地域人材開発センター運営協会、北海道岩内郡岩内町
- パソコン教室アスノ 釧路若松校ITスキル基礎科、有限会社ASNO、北海道釧路市
- 介護のがっこ そんぐ介護福祉科、株式会社そんぐ、北海道釧路市
- わくわくパソコン教室 ビッグハウス校WEBデザイナー（午前）科、有限会社 アール、北海道釧路市
- パソコン教室アスノ 釧路南大通校ITスキル基礎科、有限会社ASNO、北海道釧路市
- アンビシャスパソコンスクール 江別教室パソコン基礎科、株式会社タカギ、北海道江別市
- 特定非営利活動法人次世代育成ネットワーク機構 江別支店地域を元気にするビジネス科、特定非営利活動法人次世代育成ネットワーク機構、北海道江別市
- カルチャー北海道、株式会社アイ・ティ・エス、北海道江別市
- 札幌エルム共育学院 野幌駅前校介護サービス科、楡印刷株式会社、北海道江別市
- 江別市勤労者研修センターITビジネス科、特定非営利活動法人江別IT技術者協会、北海道江別市
- アットパソコンスクール 厚別教室パソコン基礎科、株式会社北海道ビジネスサービス、北海道札幌市
- SOC IT SchoolJavaAndroid技術科、SOC株式会社、北海道札幌市
- キャリアスクール・ソフトキャンパス札幌校基礎演習科、株式会社ソフトキャンパス、北海道札幌市
- 特定非営利活動法人 進学支援の会パソコン基礎科、特定非営利活動法人進学支援の会、北海道札幌市
- アカデミーmonikaトータルビューティー科、美容室モニカ、北海道札幌市
- 野澤ビジネススクール札幌校、有限会社野澤企画、北海道札幌市
- ビジネススクール え が おWEBクリエイター科、株式会社笑顔塾、北海道札幌市
- 日本福祉アカデミー 大通校介護職員基礎研修科、株式会社さくらコミュニティサービス、北海道札幌市
- オーディエスコンピューター学院 札幌中央校基礎演習科、オーディエス株式会社、北海道札幌市
- ライフステージエステ・ネイルビューティー科、株式会社ライフステージ、北海道札幌市
- サンビック ケアスクール バスセンター前教室介護福祉サービス科、株式会社ハートアンドケー、北海道札幌市
- イデアルITスクール札幌校、株式会社イデアル、北海道札幌市
- スチューデント メイクアップスペース パルフェ、株式会社ジュアリュール、北海道札幌市
- 環境デザイン 中央校、株式会社環境デザイン、北海道札幌市
- SDDカレッジ札幌校介護職員基礎研修科、システムデザイン開発株式会社、北海道札幌市
- サンビックケアスクール大通教室介護福祉サービス科、株式会社ハートアンドケー、北海道札幌市
- アイ日本総合ビジネス学院 札幌校パソコン基礎養成科、アイ日本総合ビジネス学院有限会社、北海道札幌市
- 北海道リンク 就労支援室、株式会社北海道リンク、北海道札幌市
- キャリアアップスクール UPLE 123 札幌校、株式会社ipnet、北海道札幌市
- キャリアフィット株式会社、北海道札幌市
- サンビック ケアスクール バスセンター前教室パソコン基礎習得科、株式会社ハートアンドケー、北海道札幌市
- オフィスEMS 人材育成支援室旅行・観光スペシャリスト養成科、株式会社オフィスEMS、北海道札幌市
- ジョブ・トレーニング研修センター、株式会社ジョブ・トレーニング、北海道札幌市
- 北海道ふるさと回帰支援センター 研修室社会的事業者育成科、特定非営利活動法人北海道ふるさと回帰支援センター、北海道札幌市
- 東京デジタルデザインスクール、株式会社エー・アイ・エム、北海道札幌市
- 札幌ビジネススキルアカデミー基礎演習科、フォーティーフォー、北海道札幌市
- SAPパソコンアカデミー基礎演習科、株式会社SAP、北海道札幌市
- ネクストワン 札幌支社ホームページ作成者養成科、株式会社ネクストワン、北海道札幌市
- ケアスクール未来考房介護サービス科、ラディエンスソリューション株式会社、北海道札幌市
- パソコンスクール パルティス 時計台本校ITスキルマスター科、株式会社フレックスジャパン、北海道札幌市
- パソコンスクール パルティス サン経成分校 B教室ITスキルマスター科、株式会社フレックスジャパン、北海道札幌市
- トラジャルイースト北海道支店ホスピタリティ旅行科、北海道札幌市
- 特定非営利活動法人日本地域福祉協会 北海道支部訪問介護員2級・介護職員基礎研修科、特定非営利活動法人日本地域福祉協会、北海道札幌市
- サンシャイン総合学園、株式会社サンシャイン、北海道札幌市
- SAPパソコンアカデミーWEBサイト制作科、株式会社SAP、北海道札幌市
- ビジネス・マネイジ札幌駅前教室基礎から学ぼう パソコン＆簿記科、株式会社ビジネス・マネイジ、北海道札幌市
- 東京デジタルデザインスクールAndroidアプリ制作科、株式会社エー・アイ・エム、北海道札幌市
- キュリオステーション札幌元町校じっくり学ぶパソコンスキル習得科、キュリオステーション札幌元町店、北海道札幌市
- 風のがっこう野菜栽培基礎科、株式会社風のがっこう、北海道札幌市
- アット パソコンスクール 白石教室、株式会社北海道ビジネスサービス、北海道札幌市
- キュリオステーション平岸駅前校、キュリオステーション平岸校、北海道札幌市
- クラークビルIT基礎力養成科、株式会社クラークプランニング、北海道札幌市
- キャリアカレッジ 札幌校、株式会社KDエステート、北海道札幌市
- イーエデュケーションズ札幌センター事務職エキスパート科、有限会社イーエデュケーションズ、北海道札幌市
- パソコンスクールパルティス 麻生校ITスキルマスター科、株式会社フレックスジャパン、北海道札幌市
- 特定非営利活動法人くるくるネット 東室蘭教室パソコンスキル習得科、特定非営利活動法人くるくるネット、北海道室蘭市
- パソコンスクール パルティス小樽校パソコン基礎ビジネス科、株式会社フレックスジャパン、北海道小樽市
- イエス・ネットワーク 小樽第1教室Webクリエイター科、株式会社イエス・ネットワーク、北海道小樽市
- 日本福祉アカデミー 小樽校介護職員基礎研修科、総合ケアサービス有限会社、北海道小樽市
- デンリOJC職業訓練センター、株式会社デンリ、北海道小樽市
- 日本福祉介護教育センター 千歳教室介護福祉サービス実務科、株式会社日本福祉介護教育センター、北海道千歳市
- カルナ ビア・ワークス・ちとせ教室簿記・会計科、株式会社カルナ、北海道千歳市
- ゆうび介護福祉塾介護福祉ライセンス科、有限会社優美、北海道千歳市
- 生活協同組合北海道高齢協 帯広教室介護福祉サービス科、生活協同組合北海道高齢協、北海道帯広市
- 日本福祉介護教育センター 滝川教室介護福祉サービス実務科、株式会社日本福祉介護教育センター、北海道滝川市
- アットパソコンスクール 苫小牧教室パソコン基礎科、株式会社北海道ビジネスサービス、北海道苫小牧市
- キャリアスタッフ研修センター、タムラ産業株式会社、北海道函館市
- 函館テレソフト株式会社ITスペシャリスト科、函館テレソフト株式会社、北海道函館市
- わくわくパソコン教室 中標津校オフィスソフト活用基礎科、有限会社アール、北海道標津郡中標津町
- 富良野地域人材開発センター運営協会IT経理科、社団法人富良野地域人材開発センター運営協会、北海道富良野市
- 特定非営利活動法人人材育成ネットワーク会計実務科、特定非営利活動法人人材育成ネットワーク、北海道北見市
- きたひろ駅前スキルアップセンター事務会計実践科、合同会社アイビースマイル、北海道北広島市
- 学習教室 学び舎パソコン基礎科、株式会社ニーズプロジェクト、北海道名寄市
- パソコン教室ビーグル網走パソコン基礎科、有限会社さが井商店、北海道網走市
- キャリアスクール・ソフトキャンパス五所川原校基礎演習科、株式会社ソフトキャンパス、青森県五所川原市
- パソコンスクールJOY基礎演習科、有限会社ジョイ、青森県弘前市
- マックベース 弘前校IT実践スキル演習科、株式会社マックスベース、青森県弘前市
- パソコンスクール I・M・S、株式会社I・M・S、青森県弘前市
- ビジネスブレイン 弘前教室葬祭サービス育成科、株式会社ビジネスブレイン、青森県弘前市
- キャリアスクール・ソフトキャンパス十和田校、株式会社ソフトキャンパス、青森県十和田市
- パソコンじゅく十和田教室、パソコンじゅく十和田教室、青森県十和田市
- PCランド三沢校、株式会社ピーシーエル、青森県上北郡おいらせ町
- PCランド八戸校建築CADオペレーター科、株式会社ピーシーエル、青森県八戸市
- ピーシーカレッジ鯵ヶ沢校パソコン技能初級科、株式会社ピーシーカレッジ、青森県西津軽郡鰺ケ沢町
- ディスパッチカレッジ警備保安青森教室警備保安科、株式会社ディスパッチ、青森県青森市
- 青森パソコンスクール、青森県青森市
- ODS橋本校ゆっくりパソコン科、有限会社小笠原電気、青森県青森市
- メイクホーム福祉カレッジ 青森校介護職員基礎研修科、株式会社メイクホーム、青森県青森市
- Let'sパソコンスクール 第2教室、あおもり事精株式会社、青森県青森市
- 青森情報経理学院、第2教室基礎演習科、青森県青森市
- ジュライ、青森県青森市
- 香織ヒーリングアカデミーアロマテラピー科、有限会社ニュー?らつ、青森県八戸市
- ビジネスマインド 根城校 第3教室総合事務実践科、有限会社ビジネスマインド、青森県八戸市
- アールキャスト職能訓練センター基礎演習科、アールキャスト株式会社、青森県八戸市
- PCキャリアスクール八戸校ITオフィスマスター科、有限会社シーエスエム企画、青森県八戸市
- コンピュータ＆ビジネスカレッジ イニシオゆっくり基礎から学ぶワード・エクセル科、有限会社イニシオ、青森県八戸市
- キャリアスクール・ソフトキャンパス八戸校PCインストラクター養成科、株式会社ソフトキャンパス、青森県八戸市
- 八戸地域職業訓練センターOA事務科、職業訓練法人八戸職業能力開発協会、青森県八戸市
- 両磐地域職業訓練センター経理実務科、職業訓練法人東磐職業訓練協会、岩手県一関市
- わかやまパソコン教室IT基礎科、わかやまパソコン教室、岩手県一関市
- 一関高等職業訓練校ITビジネス科、職業訓練法人一関職業訓練協会、岩手県一関市
- ノーティ 花巻駅前校基礎演習科、有限会社ノーティ、岩手県花巻市
- ヒューマンライフITビジネス基礎科、滝沢教室ITビジネス基礎科、盛岡駅前教室ビジネスパソコン科、株式会社ヒューマンライフ、岩手県盛岡市
- T.E.C. 矢巾校、株式会社T.E.C.、岩手県紫波郡矢巾町
- ライフアシスタンスカンパニー 肴町B教室パソコン基礎から学ぶやさしいホームページ入門科、有限会社ライフアシスタンスカンパニー、岩手県盛岡市
- わかば保育園保育技術実践訓練科、社会福祉法人わかば会、岩手県盛岡市
- ライフアシスタンスカンパニー 大通教室パソコン基礎から学ぶやさしいホームページ入門科、有限会社ライフアシスタンスカンパニー、岩手県盛岡市
- 二戸地域職業訓練センターIT基礎科、職業訓練法人二戸職業訓練協会、岩手県二戸市
- パソコンスクール アールA 第2教室経理事務科、パソコンスクール アールA、岩手県北上市
- 北上オフィスプラザゼロから始めるCAD機械製図科、株式会社北上オフィスプラザ、岩手県北上市
- システムベースOA実務科、岩手県北上市
- 陸前高田ドライビングスクール 三陸技能講習センター建設機械運転科、株式会社高田自動車学校、岩手県陸前高田市
- トップ工業 人財育成センターJw_CADによる機械CAD養成科、株式会社トップ工業、宮城県仙台市
- 日研総業仙台テクノセンター、日研総業株式会社、宮城県仙台市
- パソコンプラザせんだい たかさご校パソコン基礎マスター科、仙台駅東口校パソコン基礎マスター科、ミフミオーエーシステム株式会社、宮城県仙台市
- JMTC石巻教室IT基礎科、仙台教室、古川教室、株式会社JMTC、宮城県
- ワールドインテック 仙台教室WEBデザインスペシャリスト科（夜間コース）、株式会社ワールドインテック、宮城県仙台市
- 仙台スモールワールド河原町校パソコン基礎科、株式会社アインツ、宮城県仙台市
- グローブWebクリエイター科、有限会社グローブ、宮城県仙台市
- ウエルシスパートナーズ ウエック介護学院介護サービス科、株式会社ウエルシスパートナーズ、宮城県仙台市
- 仙台スモールワールド一番町校Webクリエイター科、株式会社アインツ、宮城県仙台市
- トラジャルイースト花京院教室、株式会社トラジャルイースト、宮城県仙台市
- 東北外語ビジネススクール五橋校舎3号館OA事務応用科、基礎演習科、学校法人 東北外語学園、宮城県仙台市
- エス・エス・マネジメント 仙台教室ミルミルわかる.身につく.PC基礎科、株式会社エス・エス・マネジメント、宮城県仙台市
- アイ日本総合ビジネス学院 仙台駅前校、アイ日本総合ビジネス学院有限会社、宮城県仙台市
- キャリアスクール・ソフトキャンパス仙台校PCインストラクター養成科、株式会社ソフトキャンパス、宮城県仙台市
- Sola.com教育センター基礎演習科、株式会社Sola.com、宮城県仙台市
- TNJ 仙台研修センタービル設備管理者科、テレネットジャパン株式会社、宮城県仙台市
- ファイン・ステージ 駅前校、株式会社ファイン・ステージ、宮城県仙台市
- ハーデイズ 仙台駅前校基礎演習科、有限会社ハーデイズ、宮城県仙台市
- レスク・スクールR仙台西口校ファイナンシャルプランナー養成科、株式会社レスク、宮城県仙台市
- ファイン・ステージ駅前校、仙台校エステティック実践コース科（夜間）、株式会社ファイン・ステージ、宮城県仙台市
- ディースタンダード仙台教室Webクラウド・ネットワーク技術者養成科、ディースタンダード株式会社、宮城県仙台市
- Approaseトータルビューティ実践演習科、株式会社Approase、宮城県仙台市
- 超塾 長町教室福祉インテリアデザイン科、有限会社ハーデイズ、宮城県仙台市
- 東日本環境防災専門校環境防災科、特定非営利活動法人ビルトグリーンジャパン、宮城県仙台市
- 日立建機教習センタ宮城教習所、日立建機教習センタ、宮城県多賀城市
- 佐々木パソコン教室IT基礎習得科、佐々木パソコン教室、宮城県大崎市
- ジップス佐沼校パソコンビジネス科、株式会社コタケ、宮城県登米市
- しすてむ工房ITビジネス科、株式会社しすてむ工房、秋田県横手市
- 福祉の拠点 こみっと介護福祉サービス科、社会福祉法人藤里町社会福祉協議会、秋田県山本郡藤里町
- 秋田パソコンスクールビジネススキル科、合資会社エーアイメディアシステム、秋田県秋田市
- パソコンスクール I・M・S 大館教室Webクリエーター科、株式会社I・M・S、秋田県大館市
- RanRanスクール経理事務科、有限会社ヒューマン・サービス、秋田県大仙市
- スマイルケアスクール大仙校介護職員基礎研修科、株式会社丸新製作所、秋田県大仙市
- OAステーション湯沢校 B教室パソコンスキル科、株式会社プラティア、秋田県湯沢市
- ハーブワールドAKITA花卉園芸・ハーブインストラクター養成科、株式会社秋田ニューバイオファーム、秋田県由利本荘市
- ライセンスチャレンジ経理実践科、株式会社ライセンスチャレンジ、山形県山形市
- セラフィムOA事務基礎科、有限会社セラフィム、山形県山形市
- メコム PCカレッジ山形校 第2教室パソコン基礎科、株式会社メコム、山形県山形市
- やまがた文化センターWebクリエーター養成科、横田商事株式会社、山形県山形市
- 山形県産業創造支援センター 207号室基礎演習科、株式会社リカノス、山形県山形市
- あこや会館（べにばな）介護福祉実務科、有限会社セラフィム、山形県山形市
- APC山形パソコンスクール経理事務会計科、APC山形パソコンスクール、山形県山形市
- コミュニケーション& ITスクール 問塾基礎演習科、有限会社問塾、山形県山形市
- ディーテックコミュニケーション DCOM-PCスクールみずほ基礎演習科、ディーテックコミュニケーション、山形県酒田市
- ヘルパーステーション「わかば」介護福祉科、企業組合労協センター事業団、山形県酒田市
- アド・デザインパソコンスクール第一教室初歩から始めるパソコン基礎科、有限会社アド・デザイン、山形県新庄市
- PC・Kanbany訓練校、PC・Kanbany（ピーシー・カンバニー）、山形県鶴岡市
- レッツライセンスアカデミー鶴岡校・東根校ホームヘルパー2級養成科、山形県東根市ほか
- ワークスタッフ株式会社 山形パソコンスクールITパソコン基礎科、ワークスタッフ株式会社、山形県南陽市
- 有機栽培 就農センター有機栽培就農科、特定非営利活動法人自然農食やまがた よもぎの会、山形県米沢市
- パワースタッフ パソコンスクール米沢校ビジネスパソコン事務科、有限会社パワースタッフ、山形県米沢市
- パソコンスクール ワークアップ初歩から学ぶパソコン基礎科、株式会社ワークアップ、山形県米沢市
- パートナー・ライジング・サポートスキルアップ・マーケティング科、協同組合パートナー・ライジング・サポート、山形県米沢市
- きらら介護福祉サービス科、株式会社みらい創研、山形県米沢市
- アルパイン・ビジネス・サービス・ビジネスカレッジ実践で活かせるパソコンスキル科、アルパイン・ビジネス・サービス株式会社、福島県いわき市
- 協和マイクロ今日からはじめるIT基礎科、株式会社協和マイクロ、福島県いわき市
- エヌケー・テック株式会社（いわき訓練校）、エヌケー・テック株式会社、福島県いわき市
- 株式会社アカデミー、福島県いわき市
- タイヘイキャリアスクールビジネススキルマスター科、株式会社タイヘイドライバーズスクール、福島県いわき市
- いわき学修館経理事務科、株式会社ジェイワン、福島県いわき市
- みとみ学園職業訓練センタービジネスパソコン基礎科、株式会社みとみ、福島県会津若松市
- 教育・雇用研究機構 会津研修センター、特定非営利活動法人教育・雇用研究機構、福島県会津若松市
- ミンナノチカラ研修センター 第2教室基礎演習科、株式会社ミンナノチカラ、福島県会津若松市
- トーモク株式会社郡山研修センタートータルビューティー科、トーモク株式会社、福島県郡山市
- 安積野高等学院研修室基礎演習科、株式会社安積野高等学院、福島県郡山市
- ひまわりキャリアサービス 郡山駅前教室、株式会社ひまわりキャリアサービス、福島県郡山市
- カルチャーコミュニケーション モルティ4F第1研修センター基礎演習科、合資会社カルチャーコミュニケーション、福島県郡山市
- アシスト福島（OA研修室）実務向総合ITスキル習得科、株式会社福島情報処理センター、福島県郡山市
- 日本アイティディ郡山開発センターパソコン基礎マスター科、日本アイティディ株式会社、福島県郡山市
- カルチャーコミュニケーション・ビュープラザ郡山第2研修センターパソコン・簿記基礎科、合資会社カルチャーコミュニケーション、福島県郡山市
- エヌケー・テック、エヌケー・テック株式会社、福島県郡山市
- M.I.C 第3研修センタージェル・マニキュア実践ネイリスト科、株式会社M.I.C、福島県郡山市
- SKMカンパニー（須賀川教室）CADシステム実務科、有限会社SKMカンパニー、福島県須賀川市
- アネシス学院新白河本校第三教室基礎演習科、アネシス学院株式会社、福島県西白河郡西郷村字前山東18
- ひまわりキャリアサービス、福島県須賀川市
- ファイン・ステージ 相馬校基礎演習科、株式会社ファイン・ステージ、福島県相馬市
- ホウトク介護職員基礎研修科、ホウトク株式会社、福島県二本松市
- TMC経営支援センター TMC白河研修センター基礎演習科、株式会社TMC経営支援センター、福島県白河市
- 楽市白河パソコン教室ビジネスパソコン基礎科、株式会社楽市白河、福島県白河市
- シンエイリンクスIT基礎初級科、株式会社シンエイリンクス、福島県白河市
- ITスクールユアPCビジネスIT活用科、有限会社ジャパンウィング、福島県福島市
- レスク スクールR 福島上町校ファイナンシャルプランナー養成科、株式会社レスク、福島県福島市

### 関東
- アモールサービスホームヘルパー2級科、有限会社アモールサービス、茨城県つくば市
- いばらきIT人材開発センター基礎演習科、つくば市谷田部サテライト教室Webサイト・ショッピングサイト制作科、株式会社いばらきIT人材開発センター、茨城県つくば市
- スキルアップアカデミー つくば校基礎演習科、有限会社ウェルストーン、茨城県つくば市
- ウィルビーパソコン教室 下妻校ITスキル（パソコン基礎から資格取得）科、株式会社ひかりコミュニケーション、茨城県下妻市
- Nextar牛久校基礎演習科、アットホーム、茨城県牛久市
- 瀬麗抜教育研究アカデミー、株式会社瀬麗抜教育研究アカデミー、茨城県古河市
- つくばゼミ宅地建物取引士養成科、茨城教育会、茨城県坂東市
- 住金マネジメントテクノプラザパソコンIT活用科、住金マネジメント株式会社テクノプラザ、茨城県鹿嶋市
- パソコン教室 オンリーワン 常総校ネットビジネス科、有限会社ウイングシステム、茨城県常総市
- アイテックパソコンスクール 神栖校ビジネスパソコン科、株式会社アイテック、茨城県神栖市
- コンピュータースクール・シーメイト経理事務科、日本システム・エイト株式会社、茨城県水戸市
- ぱるキャリアスクール水戸校初歩からのパソコン技能習得科、株式会社常磐人材研究所、茨城県水戸市
- ティーエムユニオン 笠原研修室ビジネスIT基礎科、株式会社ティーエムユニオン、茨城県水戸市
- ネイルサロン・スクール アンジェラ 水戸駅南校ネイリスト養成（ジェルコース）科、有限会社アンジェラ、茨城県水戸市
- ネイルスクール Marianneプロネイリスト養成科、有限会社ティー・ディー・エル、茨城県水戸市
- Wits、茨城県水戸市
- サイバーメディアワークス 水戸A教室、株式会社サイバーメディアワークス、茨城県水戸市
- スマートキャリアスクール水戸校WEBデザイナー養成（昼）科、株式会社クレール、茨城県水戸市
- ダンク 水戸事業所就職対策パソコン基礎科、株式会社ダンク、茨城県水戸市
- アイ・ティ・エイチ ジョビラウンジIT&コミュニケーションマスター科、株式会社アイ・ティ・エイチ、茨城県水戸市
- アンサリードシステムITスキルマスター科、有限会社アンサリードシステム、茨城県水戸市
- MIMOキャリアカレッジ医療事務・調剤薬局科、有限会社フォレストハウス、茨城県水戸市
- SHR 石岡教室、スプリングヒューマンリソース株式会社、茨城県石岡市
- ネイルサロン・スクール アンジェラ 水戸本店ネイリスト養成（ジェルコース）科、有限会社アンジェラ、茨城県東茨城郡茨城町
- ベストケアスクール那珂校簿記・経理養成科、ベストパートナー介護株式会社、茨城県那珂市
- ダンクビジネスIT基礎科、株式会社ダンク、茨城県日立市
- チャンス 龍ヶ崎教室介護員養成科、有限会社チャンス、茨城県龍ケ崎市
- 地域職業訓練プラザ 佐貫校、株式会社ライズ、茨城県龍ケ崎市
- 職業訓練塾GIOVANNI（ジョバンニ）龍ヶ崎校基礎演習科、IT基礎科、株式会社GIOVANNI、茨城県龍ケ崎市
- 宇都宮中央パソコンスクール 岡本駅前校、有限会社宇都宮中央パソコンスクール、栃木県宇都宮市
- ユーキャン医療事務・パソコン実務科教室医療事務・パソコン実務科、株式会社ユーキャン、栃木県宇都宮市
- 宇都宮中央パソコンスクールOA実務（正午〜）科、有限会社宇都宮中央パソコンスクール、栃木県宇都宮市
- エスコ 今泉教室、株式会社エスコ、栃木県宇都宮市
- よくわかるパソコン教室 若松原校初歩から学ぶパソコン基礎科、よくわかるパソコン教室、栃木県宇都宮市
- システムボックス（3F）パソコン講師養成科、有限会社システムボックス、栃木県宇都宮市
- ジョブシティカレッジ宇都宮校介護職員基礎研修科、株式会社ソフトワークス、栃木県宇都宮市
- キープキャリエール 江曽島教室、株式会社キープキャリエール、栃木県宇都宮市
- ミップス 宇都宮校初心者向けIT基礎講座、株式会社ミップス、栃木県宇都宮市
- キープキャリエール 駅東口教室「初心者歓迎」パソコン力科、株式会社キープキャリエール、栃木県宇都宮市
- TBC福祉教育センター 宇都宮教室福祉総合科、株式会社TBC福祉教育センター、栃木県宇都宮市
- オッコ・デザインスクールプロダクトデザイン科、有限会社オッコデザイン、栃木県宇都宮市
- よくわかるパソコン教室 平出校・産業通校、栃木県宇都宮市
- システムソリューションセンターとちぎWebオペレーター養成科（9月開講）、株式会社システムソリューションセンターとちぎ、栃木県塩谷郡高根沢町
- 人材育成・就職支援センター壬生基礎演習科、株式会社アド・ジャパン、栃木県下都賀郡壬生町
- ピーシーシーパソコンスクールWebデザイン養成科、株式会社ピーシーシー、栃木県下野市
- ICTパソコン教室基礎演習科、有限会社アンティル、栃木県下野市
- 上三川町商工会館経理実務科、株式会社ペンギンステーション、栃木県河内郡上三川町
- シブエPCテストセンター社内ネットワーク管理者養成科、PCテストセンターOAビジネス初級科、有限会社シブエ、栃木県鹿沼市
- TDCビジネススクール 小山校基礎演習科、株式会社TDCスタッフィング、栃木県小山市
- 地域職業訓練支援センター 小山校ネイリスト養成科、バンクシー株式会社、栃木県小山市
- ウィルビーパソコン教室 小山校ITスキル（パソコン初心者からのチャレンジ）科、株式会社ひかりコミュニケーション、栃木県小山市
- よくわかるパソコン教室 小山校パソコンを始めよう科、よくわかるパソコン教室、栃木県小山市
- ティビィシィ国際外語学院 栃木校、株式会社ティビィシィ国際外語学院、栃木県小山市
- SBCパソコンゼミナール、有限会社作道ビジネスセンター、栃木県小山市
- フォアフロント キャリアカレッジ、株式会社フォアフロント、栃木県小山市
- パソコンスクールWiN、エヌティプラン、栃木県真岡市
- レオス教育センター 本校医療事務科、株式会社レオス、栃木県足利市
- ITアカデミーコネットOA経理事務科、株式会社モールオブファイブ、栃木県足利市
- レオス教育センターIT基礎訓練科、株式会社レオス、栃木県足利市
- アルビ基礎演習科 足利校基礎演習科、アルビ有限会社、栃木県足利市
- ヒルタ電気 日立福祉事業ホームヘルパー2級科、有限会社ヒルタ電気、栃木県栃木市
- LEARNING－FACTORY基礎演習科、有限会社HUMAN COMMUNICATION L-FACTORY、栃木県栃木市
- サムクリエーション 駅西教室データベースシステム構築科、有限会社サムクリエーション、栃木県栃木市
- キャリアコーチ、特定非営利活動法人キャリアコーチ、栃木県那須塩原市
- アネシス学院大田原校基礎演習科、アネシス学院株式会社、栃木県那須塩原市
- ミップス今市校初心者向けIT基礎講座、株式会社ミップス、栃木県日光市
- エフ・ネット基礎からはじめるマイクロソフトオフィス資格取得科、有限会社エフ・ネット、栃木県矢板市
- ワーカーズコープ 矢坂地域福祉事業所障害児、障害者支援員養成科、特定非営利活動法人ワーカーズコープ、栃木県矢板市
- IBCアカデミー介護職員基礎研修コース科、株式会社IBCホールディングス、群馬県伊勢崎市
- 早稲田進学スクール 宮郷校初心者Office事務科、有限会社早稲田進学スクール、群馬県伊勢崎市
- 館林商工会議所 学習センター （群馬県認定職業訓練校）ITビジネススキル基礎科、館林商工会議所、群馬県館林市
- アイ・アカデミー2号館、アイ・アカデミー有限会社、群馬県館林市
- アルビ基礎演習科 中之条校基礎演習科、アルビ有限会社、群馬県吾妻郡中之条町
- LINK高崎IT基礎訓練科、株式会社中央ビジネス、群馬県高崎市
- プロサポート会計パソコン科、特定非営利活動法人プロサポート、群馬県高崎市
- メディケアエステスクール玉村校エステティシャン育成 プロデュース科、株式会社メディケア、群馬県佐波郡玉村町
- 中央総合学院職業教育センター 渋川校ビジネスパソコン基礎科、中央総合教育サービス株式会社、群馬県渋川市
- ジョブシティカレッジ スマイル 渋川教室介護職員基礎研修科、株式会社スマイル、群馬県渋川市
- アックスウェル介護職員基礎研修コース科、株式会社アックスウェル、群馬県太田市
- (SUSCS)スキル・アップ・スクールCS 川越校基礎演習科、有限会社ミヤワキ・エンタープライズ、埼玉県川越市
- 特定非営利活動法人ワーカーズコープ上尾教室介護福祉スタッフ養成科、杉戸教室農業実践科、特定非営利活動法人ワーカーズコープ、埼玉県北葛飾郡杉戸町ほか
- AMI COLLEGE（アミカレッジ）介護職員基礎研修科、株式会社アルブル、埼玉県熊谷市
- GATE松原団地校、株式会社空美社、埼玉県草加市
- godaiビジネス研修久喜駅前校B教室パソコン入門科、春日部校B教室IT基礎科、上尾校B教室パソコン入門科、川越校、大宮校IT基礎科、五大工業株式会社、埼玉県さいたま市ほか
- ISPアカデミー若葉駅前校、川越校基礎から学ぶIT活用科、株式会社ISPアカデミー、埼玉県川越市ほか
- ITCエンタープライズIT基礎科、株式会社ITCエンタープライズ、埼玉県川口市
- JapanAdvancedLaborStaffService朝霞営業所基礎演習（夜）科、株式会社JapanAdvancedLaborStaffService、埼玉県朝霞市
- kizukiウェブデザインスクール熊谷校・川越校、株式会社キヅキ、埼玉県川越市ほか
- Pearl Tree ネイルスクール、株式会社パールツリー、埼玉県さいたま市
- S・Pスクール 川越校、株式会社セテラ、埼玉県川越市
- SCORE SCHOOL 北大宮校、大宮校、七里校、大和田校、株式会社SCORE、埼玉県さいたま市
- TDCビジネススクール大宮校、熊谷校基礎演習科、株式会社TDCスタッフィング、埼玉県熊谷市ほか
- WIZアカデミー基礎演習科、株式会社BACKS、埼玉県さいたま市
- イーシティ埼玉キャリアセンター基礎からのビジネスパソコン・Web科、株式会社イーシティ埼玉、埼玉県さいたま市
- インプレサリオス株式会社 西川口研修センター、インプレサリオス株式会社、埼玉県川口市
- クラブコム福祉カレッジ 栗橋校訪問介護福祉サービス科、株式会社メイサービス、埼玉県久喜市
- サイバーメディアワークス 春日部A教室、株式会社サイバーメディアワークス、埼玉県春日部市
- ジャパンOAビジネススクール新越谷校基礎から始める就職対策パソコン科、株式会社ジャパンオーエーコンサルタント、埼玉県越谷市
- シャムロック・コンサルティング 大宮教室、シャムロック・コンサルティング株式会社、埼玉県さいたま市
- ジョブシティカレッジ埼玉久喜校（第2教室）川口校介護職員基礎研修科、株式会社ユーラシア、埼玉県川口市ほか
- すまいる仕事学院 東大宮校介護職員基礎研修科、株式会社グリーンキャピタル、埼玉県さいたま市
- セプト就職支援川口教室トータルビューティー科、株式会社セプト、埼玉県川口市
- ティー・エム・エス株式会社 TMS福祉カレッジホームヘルパー養成科、ティー・エム・エス株式会社、埼玉県所沢市
- パシフィックシステム 秩父校ビジネスITスキル科、パシフィックシステム株式会社、埼玉県秩父市
- パソコンスクール PCネット基礎から資格対策までのビジネスパソコン科、株式会社ピーシーネット、埼玉県飯能市
- パソコンスクール フォーリーフ東口校、有限会社フォーリーフ、埼玉県東松山市
- パパサン 越谷研修センター基礎演習科、株式会社パパサン、埼玉県越谷市
- パロス個別指導学院 北戸田校基礎演習科、有限会社人智開発研究所、埼玉県さいたま市
- プレップスクール川口駅前校ブライダルアーティスト科、株式会社ベイス、埼玉県川口市
- ゆずりは ケアスタッフトレーニングセンター介護職員基礎研修科、株式会社ベンチャーバンク、埼玉県さいたま市
- ライフガイドセンター 熊谷サテライト、株式会社ライフガイドセンター、埼玉県熊谷市
- 埼玉エキスパートアカデミー（本館）ビジネススキル総合（夜間）科、埼玉 エキスパート アカデミー、埼玉県さいたま市
- 松原学院基礎から学ぶPC＋簿記会計スキル育成科、株式会社教育企画研究所、埼玉県草加市
- 全人教育研究所基礎演習科、株式会社全人教育研究所、埼玉県川越市
- 早稲田個別 越谷校、株式会社早稲田個別、埼玉県越谷市
- 早稲田進学スクール玉村本部校就職に役立つ基礎からのパソコン科、大宮東口校経理事務ができるパソコン科、有限会社早稲田進学スクール、埼玉県さいたま市ほか
- 東京クリエイター 浦和B教室、株式会社オープランズ、埼玉県さいたま市
- 東京日語学院日本語教師養成科、有限会社国際文化交流センター、埼玉県さいたま市
- 東伸ゼミナール基礎演習科、東浜工業株式会社、埼玉県川口市
- エンクルー南浦和駅前教室、株式会社エンクルー、埼玉県さいたま市
- 福祉カレッジ シャングリラ介護職員基礎研修科、有限会社オフィストゥーワン、埼玉県熊谷市
- 北曜ICTスクール南浦和校ネットワーク技術者養成科、北曜情報システムズ有限会社、埼玉県さいたま市
- 本庄リサーチパーク校webクリエイター科、中央総合教育サービス株式会社、埼玉県本庄市
- 明徳塾予備校キャリアセンター基礎演習科、有限会社ドゥベスト、埼玉県越谷市
- 優楽研修センター 2階教室日商簿記2級・パソコンスキル養成科、優楽株式会社、埼玉県春日部市
- 特定非営利活動法人まごころネットワーク 新松戸教室基礎演習科、特定非営利活動法人まごころネットワーク、千葉県松戸市
- ダイエックス松戸校会計実務科、千葉校・船橋校医療事務・調剤薬局科、ロイヤル商事株式会社、千葉県
- IBキャリアアップカレッジイデュースコーポレーション八千代台校基礎演習科、株式会社NAKATO茂原校、IBホールディングス木更津校ITスキル科、IBジャパン館山校・佐原校・ユーカリが丘校・成田校基礎演習科、千葉県
- ISAキャリアカレッジ津田沼校、株式会社アイエスエイ、千葉県船橋市
- ISAパソコンスクール五井校・成田校ビジネスパソコン基礎科、新検見川校ビジネスパソコン基礎科、千葉校、柏校ビジネスパソコン基礎科、株式会社アイエスエイ、千葉県柏市ほか
- ISBアドバンスクール 天王台教室パソコン基礎演習科、株式会社アイ・エス・ビー、千葉県我孫子市
- JACビジネススクール 南流山校Webサイト＆Webショップスペシャリスト科、株式会社芙蓉技研、千葉県流山市
- JMSライズビジネススクールケアフィッター養成科、株式会社ライズ、千葉県松戸市
- JOYパソコンスクール旭校・香取校・横芝校ITパソコン基礎科、株式会社JOY's、千葉県旭市、香取市、横芝光町
- JOYパソコンスクール八街校・八街職業訓練校ITパソコン基礎科、千葉県八街市
- KIRIパソコン教室市原校・茂原校ビジネスパソコン実践科、有限会社KIRI、千葉県茂原市ほか
- TCSパソコンスクールパソコン基礎科、株式会社東総コンピューターシステム、千葉県銚子市
- TSアカデミー 八千代台 A教室、有限会社トゥルーステージ、千葉県八千代市
- WAC千葉校WAC介護職員基礎研修科、公益社団法人長寿社会文化協会、千葉県千葉市
- アクティブブレインズ研修センター企画プランナー養成科、株式会社アクティブブレインズ、千葉県千葉市
- ウイング鎌ヶ谷校ホームヘルパー総合科、株式会社ウイング、千葉県鎌ケ谷市
- エスアンドエスカレッジ B教室WEBクリエーター・プログラムマスター科、株式会社エスアンドエス、千葉県千葉市
- エルヴェ学院西千葉校OA事務パソコン基礎科、株式会社エルヴェ、千葉県千葉市
- オアシスアカデミー クロスウェーブ船橋校WEB企画科、ITオアシス、千葉県船橋市
- キョーシンマンパワー柏校基礎演習科、株式会社キョーシンマンパワー、千葉県柏市
- サイバーメディアワークス 八千代台B教室、株式会社サイバーメディアワークス、千葉県八千代市
- さくらキャリアアップスクールパソコン基礎訓練科、さくら協同組合、千葉県千葉市
- サンズパソコン教室建築CAD科、株式会社サンズ、千葉県船橋市
- サンポービジネスカレッジ 松戸校ケアフィッター養成科、サンポー企画有限会社、千葉県松戸市
- ジョブライフサポート松戸校ホームページクリエーター養成科、有限会社SUキャリアマネジメント、千葉県松戸市
- ジョブライフサポート蘇我校初歩からのワード・エクセル基礎科、有限会社SUキャリアマネジメント、千葉県千葉市
- ニュースタート高等学院LINEL若者自立支援・社会力養成科、特定非営利活動法人ニュースタート事務局、千葉県市
- ネイルスクールKyuKyu旭校、成田校JNA認定ネイル専門校（S-0158）ネイリスト養成科、株式会社JOY's、ネイルサロン＆スクールKyuKyu、千葉県成田市ほか
- ネクストエンタープライズ 幕張教室OA事務&ホームページ科、有限会社ネクストエンタープライズ、千葉県千葉市
- パシオンエテルナドッグ学院市川校、株式会社わかば総研、千葉県市
- パソコンスクールアイネット モラージュ柏教室、有限会社アイネット、千葉県柏市
- パソコンスクールクリック仕事に活かすパソコン総合科、有限会社アイシーエス、千葉県香取市
- パソコンスクールP-cot、有限会社P-cot、千葉県浦安市
- システムシェアードパソコンスクール松戸本町センタービル校、千葉県松戸市
- パソコン塾東京ベイITエキスパート科、有限会社三田企業経営コンサルタント、千葉県浦安市
- ひまわりパソコン教室IT基礎科、シオジネット有限会社、千葉県いすみ市
- ヒラオ人材開発センター津田沼校、平尾社会保険労務士事務所、千葉県船橋市
- フィリックスラーニングセンター柏校Webクリエーター・デザイン科、基礎演習科、有限会社フィリックス教育研究所、千葉県柏市
- ベルビック稲毛パソコンスクール、有限会社ベルビック、千葉県千葉市
- ゆうか人材教育訓練センターインテリアコーディネーター養成科、株式会社ゆうか、千葉県千葉市
- レイジットキャリアアップスクール、株式会社レイジット企画、千葉県松戸市
- 栄養セントラル学院、株式会社栄養セントラルジャパン、千葉県船橋市
- 慶応ゼミナール西千葉本校、大久保本校ビジネスパソコン基礎演習科、株式会社慶応ゼミナール、千葉県習志野市
- 光陽学院基礎演習科、株式会社光陽学院、千葉県船橋市
- 蚕糸会館農業技術者育成科教室農業技術者育成科、特定非営利活動法人ちば農業支援ネットワーク、千葉県千葉市
- 秀英ゼミナール 勝田台教室パソコン実務科、有限会社ラ・プラス、千葉県八千代市
- 伸栄スフィンクス基礎演習科、スフィンクス株式会社、千葉県市
- 伸栄学習会基礎演習科、スフィンクス株式会社、千葉県鎌ケ谷市
- 中央パソコン教室本校、有限会社皆輝舎、千葉市
- 東京スクール・オブ・インシュアランス 船橋B教室、株式会社Nic、千葉県船橋市
- 東京ベイIT情報スクール 千葉駅前校ITプロマスター科、東京ベイ通信株式会社、千葉県千葉市
- 燈台（みずほリラクゼーション学院）エステ・癒しのセラピスト養成科、有限会社燈台、千葉県習志野市
- 野田ゼミナール、千葉県野田市
- 東京スキルアップ専門学院
- スリーエスシステム
- 若者自立塾
- JSシステムズ 本郷アカデミー医療事務実践科、株式会社JSシステムズ、東京都文京区
- Flower Salon Miki Art School 銀座本校フラワーデザイン技術養成科、株式会社ヴルーメン、東京都中央区
- HANBANG 研修ルーム、株式会社HANBANG、東京都港区
- HR研修室Linuxサーバ＆ネットワーク・エンジニア科、北曜情報システムズ有限会社、東京都北区
- HSDオフィスワークIT活用科、有限会社HSD、東京都板橋区
- I2CWEBデザイン研修室Java・WEBシステムデザイン科、株式会社I2C、東京都大田区
- I-TINK ITスクール  五反田第二教室、株式会社I-TINK、東京都品川区
- Japan Beauty Stage アカデミーアロマ・エステティシャン養成科、金融教育システム株式会社、東京都文京区
- JFCS 研修室フードビジネス・コーディネーター養成科、株式会社JFCS、東京都中央区
- kizukiウェブデザインスクール立川校最新スキルが学べるwebデザイナー養成科(夜)、株式会社キヅキ、東京都立川市
- MANABI外語学院新宿校日本語講師養成科、東京校日本語講師養成科、株式会社YCC・JAPAN、東京都墨田区ほか
- MCGネイルスクール高輪校ジェル・マニキュア実践ネイリスト科、エムシージーコーポレーション株式会社、東京都港区
- ITガバナンス研究機構蒲田第1教室、蒲田第2教室パソコン基礎演習科、特定非営利活動法人ITガバナンス研究機構、東京都大田区
- ODEビジネスカラースクールDTP・広告・グラフィックデザイン科、株式会社プレスト、東京都渋谷区
- ONE TO ONEホームヘルパー2級実践講座科、株式会社ONE TO ONE、東京都渋谷区
- PCアカデミーオーシャン 東京品川校オフィススタッフ養成科、ワンファブレス株式会社、東京都品川区
- SATO社会保険労務士法人 東京オフィス 5階労務管理スペシャリスト養成科、SATO社会保険労務士法人、東京都豊島区
- TOP DOGS COLLEGE 池尻大橋校、株式会社わかば総研、東京都目黒区
- Wishビジネススクール基礎演習科、特定非営利活動法人特別支援教育研究所Wish、東京都渋谷区
- WSHRジェルネイルスクール東新宿校、株式会社ワークスシーズHR、東京都新宿区
- アイ・エム・エー 西国分寺校植物育成管理技術者 養成科、株式会社アイ・エム・エー、東京都国分寺市
- アイエスエフネットサポートトレーニングセンター、株式会社アイエスエフネット、東京都港区
- アイビーウェーブ株式会社 講義教室、アイビーウェーブ株式会社、東京都新宿区
- アイモ 大森教室手に職を目指し就職に役立つ、調理理論と実践科、特定非営利活動法人感声アイモ、東京都大田区
- アイロベックス・キャリアEC(eコマース)サイト構築科、株式会社アイロベックス、東京都新宿区
- あずさ教育アカデミー第4教室ホームヘルパー2級・ガイドヘルパー取得科、株式会社あずさ教育アカデミー、東京都国立市
- アチーボキャリアステーション、株式会社アチーボ・ジャパン、東京都足立区
- アンサー 研修センターJavaプログラマ養成＋PHP基礎コース科、株式会社アンサー、東京都千代田区
- インターカルト日本語学校基礎からの日本語教師養成科、株式会社インターカルト日本語学校、東京都台東区
- インフォテック株式会社ビジネスパソコン科、インフォテック株式会社、東京都新宿区
- ヴィゴール 赤坂スクールネイリスト養成基礎科、株式会社ヴィゴール、東京都港区
- ウィルワンアカデミーセラピスト科、株式会社ウィルワン、東京都渋谷区
- エス・エス・マネジメント 東京教室ミルミルわかる.身につく.PC基礎科（夜間部）、株式会社エス・エス・マネジメント、東京都渋谷区
- オリジネーター 目黒教室IT簿記会計スペシャリスト科、株式会社オリジネーター、東京都目黒区
- お茶の水パソコン教室ITスキル養成科、お茶の水パソコン教室、東京都千代田区
- ガイア ビジネススクールガイア浜松町校初歩からはじめるパソコン基礎科、株式会社ガイア、東京都港区
- カルティベートライフ 西日暮里校 KYビル2F介護福祉サービス科、有限会社塚本商事、東京都荒川区
- キャリア人事・総務スタッフ養成科、株式会社キャリア、東京都新宿区
- クレアコム研修センター、株式会社クレアコム、東京都千代田区
- ケアリッチキャリアカレッジネイリスト育成科、株式会社ケアリッチ、東京都豊島区
- サポート 大森事業所IT&ネットワーク基礎実践科、有限会社サポート、東京都品川区
- ジェイ・エス・エル 東京支店基礎演習科、株式会社ジェイ・エス・エル、東京都品川区
- システム・ラボ 富士見台校基礎演習科、株式会社システム・ラボ、東京都中野区
- システムクオリティPCカレッジ成城校オフィス基礎科、有限会社システムクオリティ、東京都世田谷区
- ジャスネットコミュニケーションズ簿記・経理スペシャリスト科、ジャスネットコミュニケーションズ株式会社、東京都渋谷区
- ジョブ・トレーニング研修センター、株式会社ジョブ・トレーニング、東京都新宿区
- スターカレッジ（ミーティングプラザ新橋）トータルビューティー科、スターリンク株式会社、東京都港区
- セラク 西新宿教室、株式会社セラク、東京都新宿区
- ソファー スキルアップ研修センター新宿校ホームページ制作訓練科、株式会社ソファー、東京都新宿区
- トトモニ 新宿校（教室2）ゼロから習得するJava・Cプログラミング科、株式会社トトモニ、東京都新宿区
- とぴあパソコン教室五反田校第2教室パソコン事務スキル科、新宿校第3教室、中野校第3教室、株式会社個別教育研究所、東京都中野区ほか
- ネイルクラフトアーティスト学院、株式会社ネイルクラフト、東京都渋谷区
- ネイルサロン カメリアネイリスト就職科、おくだ皮膚科クリニック、東京都墨田区
- ヒートウェーブITアカデミー 恵比寿校、ヒートウェーブ株式会社、東京都渋谷区
- ビジネスブレイン 東京教室法務スペシャリスト育成科、株式会社ビジネスブレイン、東京都文京区
- ファーストステップ 保谷駅前校 第二教室基礎演習科、有限会社ファーストステップ、東京都練馬区
- フェリカテクニカルアカデミー建築CAD科、株式会社ファウンデーション、東京都豊島区
- フォアフロントキャリアカレッジAndroidアプリケーション開発科、株式会社フォアフロント、東京都渋谷区
- プロムネット総合ビジネスアカデミー第2教室Webクリエイター養成科、株式会社プロムネット、東京都品川区
- ペットビジネススクール町屋、株式会社マサヒロ、東京都荒川区
- ボックス パフォーマーズ アカデミーフィットネスインストラクター養成科、株式会社ジェイトップネットワーク、東京都豊島区
- マネージメイツインターナショナル表参道教室、マネージメイツ・インターナショナル・マーケティング株式会社、東京都港区
- メガ・テクノロジーネットワーク科（夜コース）、株式会社メガ・テクノロジー、東京都台東区
- メディアファイブ株式会社 ITプロ育成スクールWebプログラミング科、メディアファイブ株式会社、東京都港区
- ユビーネット研修室Androidアプリ開発（夜間）科、株式会社ユビーネット、東京都文京区
- ラーニング・ワン ジョブカレッジ小岩トータルビューティー科、株式会社ジェイケーシー、東京都江戸川区
- ライフステージ 西新宿教室ビジネスIT科、株式会社ライフステージ、東京都新宿区
- リアライズITスクール 上板橋校初心者パソコン基礎科 昼間、株式会社リアライズ、東京都板橋区
- レスク スクールR渋谷道玄坂校、株式会社レスク、東京都渋谷区
- ワークスシーズHR 新宿教室、株式会社ワークスシーズHR、東京都新宿区
- 実践Androidアプリ開発科　新宿教室、株式会社デジタルグローバルシステムズ、東京都新宿区
- 介護教室ほっと倶楽部 新宿駅前校小田急柏木ビル6F、株式会社ニッソーネット、東京都新宿区
- 角川デジックス 人材開発センターWeb実務マスター科、株式会社角川デジックス、東京都文京区
- 岩田屋エージェンシー新宿SRビル8F実習室モバイル・web科、株式会社岩田屋エージェンシー、東京都新宿区
- 金融財務研究会経理・財務・総務スタッフ養成科、株式会社金融財務研究会、東京都中央区
- 銀河ソフトウエア（株）教育開発センターiPhoneアプリ開発入門科、銀河ソフトウェア株式会社、東京都目黒区
- 江上料理学院フードコーディネーター養成科、株式会社ラボラトワール・エガミ、東京都新宿区
- 黒川税理士事務所セミナールーム経理力養成実務科、黒川税理士事務所、東京都多摩市
- 東京未来大学カレッジアンドキャリアスキルズセンター医療事務・調剤事務・介護保険事務科、学校法人三幸学園、東京都文京区ほか
- 住宅リフォームアカデミーDIYアドバイザー科、有限会社デンコ、東京都杉並区
- 伸栄学習会基礎演習科、スフィンクス株式会社、東京都江東区
- 人材育成アカデミー上野校基礎演習科、池袋校基礎演習科、株式会社アカデミー、東京都豊島区ほか
- 早稲田社会教育センター 2階基礎演習科、株式会社フジテックス、東京都新宿区
- 第二新卒教育研修所初級パソコン科、株式会社第二新卒、東京都新宿区
- 宅建専門校TOP宅建学院 渋谷校不動産ビジネススキル＜管理業務・宅地建物取引士＞養成科、株式会社コンプリート、東京都渋谷区
- 池下設計池下アネックスビル建築CAD実践科、株式会社池下設計、東京都杉並区
- 中野キャリアスクール新宿エルタワー校ITスキル習得科、株式会社アイエヌ、東京都新宿区
- 東京クリエイター 中野教室、株式会社オープランズ、東京都中野区
- 東京パソコンアカデミー多摩センター校基礎から学ぶMOS対策コース（午後）科、株式会社興学社、東京都多摩市
- 東京ファイナンシャルプランナーズ 東京校FP（ファイナンシャル・プランナー）養成科、株式会社東京ファイナンシャルプランナーズ、東京都千代田区
- 東京教育スクール訪問介護員2級養成科、株式会社ウメザワ、東京都江戸川区
- 東京通訳アカデミー 御茶ノ水本校医療ツアー・アシスタント養成科、CoolWorldExpo株式会社、東京都千代田区
- 日進研基礎演習科、株式会社日進研、東京都豊島区
- 日比谷コンピュータシステム 東陽町HCSビル訓練教室知識0から始める経理・会計即戦力養成科、株式会社日比谷コンピュータシステム、東京都江東区
- 日本教育学院 桜台駅前B教室基礎演習科、株式会社日教、東京都練馬区
- ペンシルゼミナール伊勢原校パソコン基礎科、有限会社エース、神奈川県伊勢原市
- 東京創育社 汐入キャリア訓練センター基礎演習科、株式会社東京創育社、神奈川県横須賀市
- アルバアカデミー横浜校、株式会社アトラス、神奈川県横浜市
- インプレサリオス株式会社 綱島研修センター初心者向けオールインワンパソコン＋ビジネス科、インプレサリオス株式会社、神奈川県横浜市
- アイビー・アーツ 新横浜教室基礎から学ぶAndroid開発科、株式会社アイビー・アーツ、神奈川県横浜市
- ゆずりは ケアスタッフトレーニングセンター介護職員基礎研修科、株式会社ベンチャーバンク、神奈川県横浜市
- 日本マンション管理テクノスクールマンション管理事務科、日本マンション管理テクノスクール株式会社、神奈川県横浜市
- コスモス 研修室C言語プログラミング科、株式会社コスモス、神奈川県横浜市
- OCネイルスクール 横浜駅前校ネイリスト養成科（午後コース）、株式会社One Conception、神奈川県横浜市
- 情報セキュリティ大学院大学 横浜西口2号館教室IT基礎科、学校法人岩崎学園、神奈川県横浜市
- 桔梗ネットワーク 横浜駅前研修センター基礎演習科、株式会社桔梗ネットワーク、神奈川県横浜市
- 神奈川高等学院 横浜西口センター基礎演習科（昼間⑧）、株式会社日本教育指導協会、神奈川県横浜市
- LSスクール 白楽教室国際ビジネス・貿易実務科（午後コース）、株式会社言語サービス、神奈川県横浜市
- マウンハーフジャパン 貿易実務ビジネス教室国際貿易実務ビジネス科、株式会社マウンハーフジャパン、神奈川県横浜市
- 横浜福祉カレッジ介護職員基礎研修科、株式会社若武者ケア、神奈川県横浜市
- アイワークス株式会社 横浜東口教室機械設計2D・3D-CAD科、アイワークス株式会社、神奈川県横浜市
- アーツカレッジヨコハマAndroidプログラマー養成科、学校法人情報文化学園、神奈川県横浜市
- バリューアップスクール 横浜平沼校基礎演習科（昼コース）、株式会社サクセスプレナー、神奈川県横浜市
- セラク横浜教室、神奈川県横浜市
- バリューアップスクール 横浜校基礎演習科（昼コース）、株式会社サクセスプレナー、神奈川県横浜市
- エクシオジャパン 2階研修室医療事務・医事コンピュータ科（午後）、株式会社エクシオジャパン、神奈川県横浜市
- 3Backs ファクトリ ファッションビジネス スクール基礎演習科、株式会社3Backs、神奈川県横浜市
- シャムロック・コンサルティング 横浜教室医療事務・介護保険事務養成科、シャムロック・コンサルティング株式会社、神奈川県横浜市
- コンシェルジュ24 ネイルカレッジ横浜校ネイリスト養成科、株式会社コンシェルジュ24、神奈川県横浜市
- 環境ラボジャパン横浜校太陽光発電・省エネビジネススタッフ養成科、株式会社環境ラボジャパン、神奈川県横浜市
- 次世代育成支援 関内研修センター 第2教室乳幼児 子育て支援者養成科、特定非営利活動法人横浜子育て支援協会・ひまわり、神奈川県横浜市
- 横浜研修センタービル・マンション管理科、特定非営利活動法人日本アジア環境技術交流センター、神奈川県横浜市
- MiS.横浜HC不動産エージェント基礎養成科、MiS.株式会社、神奈川県横浜市
- ソリューション・ラボ・横浜 馬車道ITカレッジIT基礎（職業基礎能力）科、ソリューション・ラボ・横浜株式会社、神奈川県横浜市
- 神奈川県喫茶飲食生活衛生同業組合研修室喫茶・軽食科、神奈川県喫茶飲食生活衛生同業組合、神奈川県横浜市
- メルカートコンピュータ学院、株式会社メルカート、神奈川県横浜市
- ベストアカデミー横浜校介護サービス科、株式会社ベストパートナー・インターナショナル、神奈川県横浜市
- エージーエス 研修室ITベーシック科、株式会社エージーエス、神奈川県横浜市
- ツヴァイク 教育事業部介護ヘルパー2級養成研修＋介護事務科、株式会社ツヴァイク、神奈川県横浜市
- エヌエス・テック株式会社 研修室ホームヘルパー2級養成科、エヌエス・テック株式会社、神奈川県横浜市
- ギャラントキャリアアップ鶴見校介護職員基礎研修科、株式会社ギャラント、神奈川県横浜市
- ケアアカデミー上大岡介護職員基礎研修科、株式会社コトワ、神奈川県横浜市
- 介護ゼミナール中山校訪問介護員養成研修（2級課程）科、株式会社エス・リンク、神奈川県横浜市
- かながわ福祉保健学院 長津田校介護サービス科、株式会社福祉人材開発センター、神奈川県横浜市
- KFS 湘南チャレンジサポートスクール、株式会社ケイ・フロント・サービス、神奈川県茅ヶ崎市
- ももたろうパソコン教室茅ヶ崎校ビジネススキル養成パソコン科、有限会社アイビス、神奈川県茅ヶ崎市
- 三高ナレッジ学園 本厚木校介護職員基礎研修科、三高商事株式会社、神奈川県厚木市
- フジケンシルバーサービス 溝口介護研修センター介護員養成科、株式会社フジケンシルバーサービス、神奈川県川崎市
- プロスビジネススクール川崎駅前校基礎から分かるITスキル習得科、プロス株式会社、神奈川県川崎市
- 介護教室ほっと倶楽部 川崎会場介護上級資格取得科、株式会社ニッソーネット、神奈川県川崎市
- WAC(ワック) 川崎校介護総合サービス科、公益社団法人長寿社会文化協会、神奈川県川崎市
- インプレサリオス株式会社 武蔵小杉研修センター初心者向けオールインワンパソコン＋ホームページ科、インプレサリオス株式会社、神奈川県川崎市
- 新百合ヶ丘パソコン教室IT資格取得（ワード・エクセル・簿記会計）科、アイシス株式会社、神奈川県川崎市
- サイトアンドサウンドカレッジ 相模原駅前教室PC実務科、日本サイト・アンド・サウンド株式会社、神奈川県相模原市
- アックスキャリアカレッジ 相模原駅前教室基礎から始めるJava, アンドロイド開発科、有限会社アックス、神奈川県相模原市
- 神奈川高等学院 相模大野北口センター、株式会社日本教育指導協会、神奈川県相模原市
- 風舎 相模大野校介護職員基礎研修科、風来坊株式会社、神奈川県相模原市
- アイカレッジ大和校、株式会社アイコーポレーション、神奈川県大和市
- プロス介護スクール 湘南台駅前校介護職員基礎研修科、プロス株式会社、神奈川県藤沢市
- 神奈川高等学院 藤沢南口センター基礎演習科（午前）、株式会社日本教育指導協会、神奈川県藤沢市
- MiS.湘南HC現場が求めるWEBクリエイター養成科、MiS.株式会社、神奈川県藤沢市
- パソコンスクール サンビジネスパソコン実務科、有限会社サンビジネス、神奈川県平塚市
- エスエス教室平塚駅前校パソコン基礎科、株式会社スタッフサプライ、神奈川県平塚市

### 甲信越・北陸
- 目黒総合ゼミナール実践型PCスキル習得科、目黒総合ゼミナール、新潟県魚沼市
- スタッフエースビジネススクール燕三条校IT活用簿記会計スキル養成科、株式会社スタッフエース、新潟県三条市
- ウインズ ビジネスアカデミーパソコンビジネス基礎講座科、三洋産業株式会社、新潟県三条市
- ビジネス・インターネットカレッジ三条校、パジュ・ブレーン株式会社、新潟県三条市
- 富士ゼミナール 三条南校ビジネスパソコン科、富士ゼミナール、新潟県三条市
- 十日町パソコンカレッジビジネススキルマスター科、株式会社十日町テレビ、新潟県十日町
- 上越ビジネスチャレンジセンター直江津教室簿記エキスパート科、調剤事務＆医療事務科、有限会社上越ビジネスチャレンジセンター、新潟県上越市
- えちご上越農業協同組合 介護サポートセンター訪問介護員養成科、えちご上越農業協同組合、新潟県上越市
- NCCカルチャーくらぶ 新津駅前教室育児サポーター養成講座科、NCCカルチャーくらぶ、新潟県新潟市
- ハピネスステーション介護福祉科、株式会社ヤマダ教育機器、新潟県新潟市
- 人材育成訓練 山田教室住宅営業育成科、築支企画株式会社、新潟県新潟市
- NPOパソコン教室 古町校、特定非営利活動法人新潟県高度情報社会生活支援センター、新潟県新潟市
- キャリアパスケーズタウン女池教室介護員養成・パソコン基礎科、日商簿記電子会計・パソコン基礎科、キャリアパスケーズタウン女池教室、新潟県新潟市
- シーキューブ基礎演習科、株式会社シーキューブ、新潟県新潟市
- 女池インター教室市民事業家養成講座科、特定非営利活動法人地域人材開発フォーラム、新潟県新潟市
- ビジネス・インターネットカレッジ 新潟校、パジュ・ブレーン株式会社、新潟県新潟市
- 新潟ケアスクール介護職員基礎研修科、株式会社 渡海や、新潟県新潟市
- NPOパソコン教室Android技術者養成科、特定非営利活動法人新潟県高度情報社会生活支援センター、新潟県新潟市
- D.D.I.A新潟校3DCAD基礎マスターコース科、株式会社テクニカル・エンタープライズ、新潟県新発田市
- アイセイPCトレーニングセンタービジネスITマスター科、株式会社アイセイPC、新潟県長岡市
- パソコンスクールNET、合資会社ネット情報サービス、新潟県長岡市
- ビジネス・インターネットカレッジ長岡校、パジュ・ブレーン株式会社、新潟県長岡市
- カシックス基礎演習科、株式会社カシックス、新潟県柏崎市
- 湯村自動車学校OAスクール、株式会社湯村自動車学校、山梨県甲府市
- エイムシステムズ 第1教室ネットビジネス実践科、協同組合山梨県FPセンター、山梨県甲府市
- 山梨総合ビジネス 甲府教室 2B初級パソコン実用科、山梨総合ビジネス株式会社、山梨県甲府市
- ライフロングアカデミーパソコン活用初級科、有限会社ワブン、山梨県甲府市
- プラスインテリジェンス甲府校eビジネス・ネットショップ実践科、プラスインテリジェンス合同会社、山梨県甲府市
- 栄光パソコンスクール 甲府校 A教室Webデザイン・クリエイター科、株式会社栄光学院、山梨県甲府市
- 山梨県立青少年センターホテル・レストランサービス科、株式会社アプリ・ジャパン、山梨県甲府市
- 野口料理学園調理スタッフ養成科、山梨県甲府市
- グローバル学園 甲府校簿記・ビジネス会計科、S-Branch株式会社、山梨県甲府市
- アドラック ビジネスPCカレッジ、有限会社アドラック、山梨県中央市
- YCCAキャリアセンター 第2教室事務スペシャリスト科、特定非営利活動法人山梨県キャリアコンサルティング協会、山梨県中央市
- 笛吹市いちのみや桃の里ふれあい文化館パソコン検定実用科、株式会社ピーシーワークス、山梨県笛吹市
- ピーシーワークス 石和本校、株式会社ピーシーワークス、山梨県笛吹市
- フェアマネジメントサービス キャリア開発スクールパソコンと事務職スキル養成科③、株式会社フェアマネジメントサービス、山梨県富士吉田市
- 穂高パソコンスクールITアプリケーションマスター科、有限会社穂高パソコン、長野県安曇野市
- スキルアップスクール第二塩尻校・岡谷校IT・Webデザイン実践科、スキルアップ、長野県岡谷市ほか
- まつもと職業能力開発校介護福祉サービス科、一般社団法人まつもと人材育成協会、長野県松本市
- アクティブ・エイ・ワン セミナールームOAスキルアップ科、株式会社アクティブ・エイ・ワン、長野県松本市
- キャリアバンク下諏訪四王教室調理実習科、キャリアバンク株式会社、長野県諏訪郡下諏訪町
- ミップス長野パソコンスクール 長野駅前校ITビジネス基礎科、株式会社HALU、長野県長野市
- Sメトリック初歩から学ぶパソコン基礎科、有限会社フューチャープロセス、長野県長野市
- 長野県高齢者生活協同組合研修センター介護福祉科、長野県高齢者生活協同組合、長野県長野市
- クレッセントパソコンスクール サン・アビリティーズ教室基礎演習科、クレッセント株式会社、富山県滑川市
- 新川学びの森天神山交流館パソコンインストラクター養成科、有限会社ライトスタッフ、富山県魚津市
- アルファデータパソコンスクール高岡校、射水校基礎演習科、株式会社エーピーエス、富山県射水市ほか
- T.B.S高岡ビジネススクール戸出教室基礎演習科、本校基礎演習科、二塚教室グラフィックデザイン養成科、株式会社アップロード、富山県高岡市ほか
- 小矢部市文化スポーツセンタートータル美容ケアアドバイザー養成科、有限会社グラディール、富山県小矢部市
- 西谷パソコン教室PCインストラクタ養成科、有限会社ITシンプレックス、富山県小矢部市
- ステップアップ カミール校基礎演習科、有限会社ステップアップ、富山県中新川郡上市
- ジェイワン砺波スクール、有限会社ジェイワン、富山県砺波市
- 米原商事株式会社 研修センター移動式クレーン運転士養成科、米原商事株式会社、富山県砺波市
- スクール・パスタ会計実践科、パスタシステム有限会社、富山県氷見市
- アルファデータパソコンスクール五福校基礎演習科、富山校ビジネスパソコン実務科、株式会社エーピーエス、富山県
- クレッセントパソコンスクール桜町校、基礎演習科、クレッセント株式会社、富山県富山市
- 富山ファッション・カレッジ基礎演習科、学校法人能森学園、富山県富山市
- ライトスタッフ富山支店CADトレース科、有限会社ライトスタッフ、富山県富山市
- 株式会社スキル・基礎演習科、WEBクリエイター科、富山県富山市
- ケア・ワールド実践医療・福祉スタッフ養成科、株式会社ケア・ワールド、富山県富山市
- ワールドインテック 富山教室WEBデザインスペシャリスト科（夜間部）、株式会社ワールドインテック、富山県富山市
- ステップアップ 富山問屋センター校基礎演習科、有限会社ステップアップ、富山県富山市
- ドット 2号館ITスキル基礎科、株式会社ドット、石川県羽咋市
- ACTビジネススクール基礎演習科、有限会社アクト（ACTビジネススクール）、石川県加賀市
- ここちこぅぼエステ訓練校エステティシャン育成科、リラックスなサロンここちこぅぼ、石川県金沢市
- リーガル学院宅建スキル養成科、有限会社リーガル学院、石川県金沢市
- 新世紀福祉ビルホームヘルパー養成研修2級 介護サービス科、株式会社新世紀ケアサービス、石川県金沢市
- PCS（PC学院 第3教室）ITインストラクター養成科、株式会社PCS、石川県金沢市
- ラブロ片町、株式会社ドット、石川県金沢市
- ドリームカレッジ本校、小松校、有限会社ドリームカレッジ、石川県小松市
- IIP金沢近岡校基礎演習科、野々市校プログラマ育成科、示野校、株式会社アイ・アイ・ピー金沢、石川県
- イーブ基礎演習科、株式会社イーブ、石川県能美市
- データサポートITビジネス科、株式会社データサポート、石川県輪島市
- 日本商運株式会社環境ビジネス基礎科、株式会社ISnet、福井県吉田郡永平寺町
- ケア・すまいる研修センターIT活用ホームヘルパー科、株式会社ケア・スマイル、福井県鯖江市
- 小浜ビジネススクール2級簿記実践科、株式会社ワコーサービス、福井県小浜市
- ぱそこん倶楽部パソコン資格取得科、山惣ホーム株式会社、福井県大飯郡高浜町
- 医療サポートナース・サポーター訓練科、株式会社医療サポート、福井県福井市
- セーレンコスモ株式会社パソコンスキル養成科、セーレンコスモ株式会社、福井県福井市
- キャリアネットワークロジスティック養成科、株式会社キャリアネットワーク、福井県福井市
- 協立株式会社内ISnet農業ビジネス人材育成科、株式会社ISnet、福井県福井市

### 東海
- 夢現塾株式会社アクティ教室ビジネスIT基礎科、株式会社アクティ、岐阜県羽島郡岐南町
- パソコン寺子屋黒野塾パソコン基礎マスター科、真進塾、岐阜県岐阜市
- GETビジネス学習館会計事務スペシャリスト科、有限会社GETビジネス学習館、岐阜県岐阜市
- アクティ都通ビル2階 アツマールぎふIT教室ビジネススキル・IT基礎科、特定非営利活動法人生涯の地域活動支援の会アツマールぎふ、岐阜県岐阜市
- あうんビジネスサポート教室一般事務・経理事務科、株式会社あうんビジネスサポート、岐阜県岐阜市
- パソコン寺子屋 イオン柳津塾、パソコン寺子屋、岐阜県岐阜市
- 岐阜県水産会館会計・パソコン・社会保険・事務科、山形総合研究所、岐阜県岐阜市
- ロジックソリューションズCAD事務科、株式会社ロジックソリューションズ、岐阜県岐阜市
- ヤエガキパソコン塾ITスキル基礎ビジネス科、デジタル屋YAEGAKI、岐阜県郡上市
- パソコンスクール テルンWebマスター科、パソコンスクール テルン、岐阜県瑞穂市
- インフォクリエーションITビジネスマスター科、株式会社インフォクリエーション、岐阜県多治見市
- ソフトピアジャパンセンターパソコンエキスパート科、株式会社ユニテツクキャリアサポート、岐阜県大垣市
- 大垣・職業センター ヘルパー2級&介護事務科、ソフトピア校医療事務＆パソコンスキル科、岐阜県大垣市
- アクティ真正教室ビジネスIT基礎科、株式会社アクティ、岐阜県本巣市
- 東進衛星予備校 掛川駅北口校医療事務科、リッツ株式会社、静岡県掛川市
- @りこパソコンスクール 和田教室基礎演習科、ファンファクトリー有限会社、静岡県浜松市
- 特定非営利活動法人富士山クラブ 静岡事務所森林保全・林業従事者養成科、特定非営利活動法人富士山クラブ、静岡県富士宮市
- A-GOOD IT スクールITサポート科、株式会社アイティープランニング、静岡県浜松市
- FKC焼津パソコン教室パソコン活用科、FKC株式会社、静岡県焼津市
- HYRSパソコン教室Webデザイン科、HYRSパソコン教室、静岡県焼津市
- M-netパソコンスクール三島校パソコン基礎科、沼津校IT基礎就労支援科、株式会社アイ・クリエイティブ、静岡県沼津市ほか
- 活き生きネットワーク研修センター地域づくり人材育成科、特定非営利活動法人活き生きネットワーク、静岡県静岡市
- TAP掛川西校パソコン基礎科、浅羽校ファイナンシャル・プランナー科、磐田校ホームヘルパー2級養成科、浜岡校宅地建物取引士養成科、タップ株式会社、静岡県御前崎市ほか
- アシストパソコンスクールオフィストレーニング科、有限会社アシストブレインズ、静岡県掛川市
- アバンセコーポレーション 浜松教室基礎演習科、株式会社アバンセコーポレーション、静岡県浜松市
- イングリッシュ・ビジネス・ラーニングセンター熱海駅前校児童英語指導者育成科、熱海第一ビル株式会社、静岡県熱海市
- エートス・ケアスクールホームヘルパー2級養成科、株式会社エートス、静岡県駿東郡小山町ほか
- エクシィヴォールジャパン校ビジネスパソコン基礎活用科、助信校パソコン基礎知識習得科、有限会社エクシィヴォールジャパン、静岡県浜松市
- エクセレントビジネススクールビジネスパソコン基礎科、株式会社エクセレント・コーポレーション、静岡県三島市
- オーザパソコンスクールITパソコン基礎科、株式会社オーザ、静岡県菊川市
- ガレージアオシマ静岡駅前教室、草薙教室、清水教室プロネイリスト養成科・藤枝西教室中古自動車査定士育成科、藤枝緑町B教室、有限会社ガレージアオシマ、静岡県藤枝市ほか
- クライスビジネスサポートビジネススキルマスター科、株式会社クライススタッフ、静岡県沼津市
- サスネット袋井校パソコンビジネス基礎科、・浜松テクノ校・磐田校Webデザイン活用科、有限会社サスネット、静岡県磐田市ほか
- システム・インヨシノ藤枝本校PCデータ活用科、株式会社システム・イン吉野、静岡県藤枝市
- ジョブシティカレッジまはえ静岡校介護職員基礎研修科、有限会社まはえ、静岡県静岡市
- ゼフィール浜岡教室ホームヘルパー2級養成科、株式会社ゼフィール、静岡県御前崎市
- タピア磐田駅前教室パソコン基礎科、株式会社タピア、静岡県磐田市
- パソコンスクール ニフティ基礎から学ぶOA事務科、シークス株式会社、静岡県富士市
- ビジネス・ラーニングセンター三島駅前校事務・販売キャリアアップ科、株式会社東平商会、静岡県駿東郡長泉町
- プリンセスカレッジ袋井校介護職員基礎研修科、有限会社袋井プリンスホテル、静岡県袋井市
- ペガサス基金訓練富士駅教室経理事務スキル習得科、ペガサス富士宮教室、静岡県富士市
- メルシーパソコンスクール掛川駅前校Webデザイン科、掛川本校ファイナンシャルプランナー養成科、有限会社メルシー、静岡県掛川市
- リッツ雄踏教室宅地建物取引士養成科、リッツ株式会社、静岡県浜松市
- 掛川クレーン学校労働安全衛生法資格取得科、株式会社掛川自動車学校、静岡県掛川市
- 湖西地域職業訓練センター機械加工実践科、職業訓練法人 湖西地域職業能力開発協会、静岡県湖西市
- 静岡キャリアステーション事務IT基礎科、株式会社静岡キャリアステーション、静岡県富士市
- 静岡ビジネス学院・沼津校・静岡校IT事務科、静岡ビジネス学院株式会社、静岡県静岡市ほか
- 東海道シグマ 静岡支店実践医療事務科、株式会社東海道シグマ、静岡県静岡市
- 東芝パソコンスクール静岡Webクリエイタープログラミング科、株式会社ブレイン、静岡県静岡市
- 浜松スポーツセンター基礎から学ぶファイナンシャル事務科、株式会社浜松スポーツセンター、静岡県浜松市
- 靜玄 静岡オフィス総合医療事務実践科、株式会社靜玄、静岡県静岡市
- 特定非営利活動法人パートナーシップ・サポートセンター(PSC)池下ピアザ社会的事業コーディネーター養成科、特定非営利活動法人パートナーシップ・サポートセンター、愛知県名古屋市
- Ksスクールネイリスト養成科、わがんせビル2階A教室子ども英語講師養成科、ネットビジネス運営科、株式会社わがんせ、愛知県名古屋市
- NBC経済研究所会計事務科、株式会社ナゴヤビジネスコンサルタンツ、愛知県名古屋市
- 何でも相談’きいてネット 矢場町教室社会保険労務実務科、特定非営利活動法人何でも相談’きいてネット、愛知県名古屋市
- NPS PCカレッジ名駅校、株式会社エヌ・ピー・エス、愛知県名古屋市
- S/C介護スクール 豊橋校介護職員基礎研修科、株式会社システムクリエイト、愛知県豊橋市
- SCOREスクール 本郷校、株式会社名大SKY、愛知県名古屋市
- SCビジネスアカデミー営業スキル養成科、サービスクリエイト、愛知県名古屋市
- SFNソフト塾 金山校スマートフォンプログラミング科、株式会社スケールフリーネットワーク、愛知県名古屋市
- SFN介護塾 金山校介護職員基礎研修科、株式会社スケールフリーネットワーク、愛知県名古屋市
- Talkmate英会話スクール小学校英語指導者育成科、有限会社オーク、愛知県名古屋市
- Vesta Beauty 栄校、株式会社キャドフォーラム、愛知県名古屋市
- Vesta Cooking Studio 栄校フードインストラクター科、株式会社キャドフォーラム、愛知県名古屋市
- Web工房カレッジAndroidスマートフォン科、有限会社Web工房、愛知県名古屋市
- アイテック教育センター（電波学園グループ）、株式会社アイテック、愛知県名古屋市
- アイ日本総合ビジネス学院 栄校、アイ日本総合ビジネス学院有限会社、愛知県名古屋市
- アバンセコーポレーション 名古屋西教室基礎演習科、株式会社アバンセコーポレーション 、愛知県名古屋市
- アンフィニ学習院小牧ガスビル校、藤が丘校ビジネスパソコン科、名駅校、株式会社エイ・ヴイ教育、愛知県名古屋市ほか
- エイチエムスクール警備員基礎養成科、株式会社エイチエムテクノス、愛知県名古屋市
- エル・クリック中小田井南校、北校実践福祉介護スタッフ養成科、株式会社エル・クリック、愛知県名古屋市
- かくれんぼホームヘルパー2級養成教室介護職員養成科、特定非営利活動法人かくれんぼ、愛知県名古屋市
- キャドフォーラム名駅校三次元機械CAD科、株式会社キャドフォーラム、愛知県名古屋市
- ケアカレッジカルミア介護職員基礎研修科、カルミア株式会社、愛知県名古屋市
- ジョブサポート パラレルパソコン基礎科、スクールIE・梅坪校、愛知県豊田市
- ニューホライズンジャパンCDトレーニングセンター 伏見校国際観光ビジネス科、基礎演習科、株式会社ニューホライズンジャパン、愛知県名古屋市
- パソコンITインフォアップ藤が丘駅前ビル分室WEBプログラミング科、分室ITマスター科、株式会社インフォアップコンサルティング、愛知県名古屋市
- ピーシースタイルスクール、有限会社ピーシースタイル、愛知県一宮市
- ピコナレッジ豊橋ITアカデミーパソコン基礎科、株式会社ピコ・ナレッジ、愛知県豊橋市
- ビジービープラス 名古屋緑校心を動かす!はじめてのセールスプロモーション科、株式会社ビジービープラス、愛知県名古屋市
- まなびやITビジネススクールパソコンビジネス科、まなびや株式会社、愛知県名古屋市
- 愛知県高齢者生活協同組合 保見ヶ丘介護教室介護福祉科、愛知県高齢者生活協同組合、愛知県豊田市
- 国際貿易スクール貿易事務員育成科、株式会社オートワールド、愛知県名古屋市
- 財団法人ソーシャルサービス協会 ITセンター 名古屋教室基礎演習科、財団法人ソーシャルサービス協会、愛知県名古屋市
- 昭和橋パソコン教室 アルテ太平通校ビジネスパソコン基礎科、株式会社ファンタジスタ、愛知県名古屋市
- 中部会計専門学院本校基礎演習科、知立中町校パソコンインストラクター養成科、株式会社中部会計専門学院、愛知県
- 日本セラピストカレッジ 金山校ネイリスト養成科、株式会社ラルレ、愛知県名古屋市
- 福祉の資格の学校キャリア・アップ福祉ビジネス科、株式会社イノベル、愛知県名古屋市
- 名古屋クリニカルボディスクール東郷校トータルセラピー科、安城校トータルセラピー科、名古屋駅前校トータルセラピー科、株式会社primarge、愛知県名古屋市ほか
- ASKオープンカレッジ一宮校、岡崎康生通南校、岡崎康生通校パソコン基礎科、春日井校、金山校パソコンインストラクター養成科、パソコン基礎科、四日市駅前校パソコン基礎科、白子駅前校パソコン基礎科、株式会社アスク、愛知県・三重県
- MUCカレッジ 伊賀校 A教室基礎から始めるパソコンWEB科、有限会社森田電子サービス、三重県伊賀市
- ダブルクリックITスキルアップ科、株式会社I.G.A.EXCLUSIVE、三重県伊賀市
- マテリアル伊勢（分校）初心者ワード・エクセル徹底演習講座、有限会社マテリアル伊勢、三重県伊勢市
- 特定非営利活動法人人材育成センター 桑名教室パソコン事務科、特定非営利活動法人人材育成センター、三重県桑名市
- カラーズ・インターナショナル ネイルスクール 桑名校、株式会社カラーズ・インターナショナル、三重県桑名市
- フォーカスジャパン 菰野教室デジタル写真・デザイン科、株式会社フォーカスジャパン、三重県三重郡菰野町
- ジェントリー キャリアセンター就職のためのPCスキルマスター科、株式会社ジェントリー、三重県松阪市
- キャリア・アカデミー 松阪校介護福祉科、メイクカンパニー合同会社、三重県松阪市
- ビジネススクールキャリア・デザイン、有限会社ジオ・ワーク、三重県津市
- お仕事ラボ グリーンストック基礎演習科、グリーンストック、三重県津市
- ジョブシティカレッジ鈴鹿校ケアサービス科、株式会社サクセスライン、三重県鈴鹿市

### 近畿
- トップキャリアスクールIT＆社交性UP科、株式会社東伸技術コンサルタント、滋賀県近江八幡市
- PCカレッジスタック近八幡校本校基礎演習科、八木教室パソコン&医療事務科、有限会社スタック、滋賀県近江八幡市
- 湖南市市民学習交流センターOA基礎スキルアップ科、特定非営利活動法人湖南ネットしが、滋賀県湖南市
- ビイサイドプランニング 本校介護スペシャリスト養成科、株式会社ビイサイドプランニング、滋賀県草津市
- キャリアプラザビット 草津本校医療事務・MA（医師秘書）科、株式会社ビット、滋賀県草津市
- 日財建設技術支援センター土木技術者養成科、日本人財株式会社、滋賀県草津市
- KECコンピュータ学院（石山駅前）基礎演習科、（大津京駅前）実践ビジネスパソコンスキル訓練科、ケイ.イー.シー.株式会社、滋賀県大津市
- キャリアプラザ ビット石山校、株式会社ビット、滋賀県大津市
- ジョブ＆ワーク大津校介護職員基礎研修科、ランゲート株式会社、滋賀県大津市
- アルファクリエイツ瀬田校観光ビジネス科、アルファクリエイツ株式会社、滋賀県大津市
- アクアビューティーカレッジ 大津校エステティシャン・アロマビューティーセラピスト育成科、ソワンエステ ファニービー、滋賀県大津市
- マテリアル長浜パソコン教室、株式会社宮川商店、滋賀県長浜市
- アルファクリエイツ長浜校観光ビジネス科、アルファクリエイツ株式会社、滋賀県長浜市
- イークリック パソコンスクール基礎演習科、河崎織物株式会社、滋賀県東近江市
- マテリアル彦根パソコン教室、株式会社宮川商店、滋賀県彦根市
- 滋賀ビジネス学院膳所校パソコン基礎科、彦根校基礎演習科、滋賀ビジネス学院、滋賀県
- リバージュボディカレッジ彦根平田校メイクアップ・ビューティー科、アルファクリエイツ株式会社、滋賀県彦根市
- 湖南ネットITスクールOA基礎スキルアップ科、特定非営利活動法人湖南ネットしが、滋賀県野洲市
- Vパソカレッジ、有限会社ビクパソネット、京都府宇治市
- 北山コーポレーション 京都教室Webクリエーター・デザイン講座（夜間）科、株式会社北山コーポレーション、京都府京都市
- ユウコム総合学院 西京極校介護サービス科、株式会社ユウ、京都府京都市
- パソコン学習センターなかぶん、株式会社仲文選堂、京都府京都市
- キャリアマネジメント 京都教室医療事務科、株式会社キャリアマネジメント、京都府京都市
- ベストライフ京都四条教室保育士・保育補助養成科、一般社団法人ベストライフ、京都府京都市
- YIC京都工科大学校ネットビジネス実践科、学校法人京都中央学院、京都府京都市
- 楽しいパソコン教室 福知山駅南校、北山校、亀岡駅前校、西院校、樫原校、株式会社京都ビジネススクール、京都府京都市
- タイセイ管財（京都教室）セキュリティ人材育成科、株式会社タイセイ管財、京都府京都市
- あんしんパソコン教室京都室町校 （有限会社サンガルーネット）即戦力・表計算データベース科、有限会社サンガルーネット、京都府京都市
- パソコン学習センターなかぶんオフィススタッフ基礎科、株式会社仲文選堂、京都府京都市
- ヨーキパソコン教室経理事務実務科、株式会社ユーテック、京都府京都市
- モーリスビジネス学院、株式会社モーリス、京都府京都市
- フォレストエステティックスクール 京都三条教室エステティシャン養成科、株式会社フォレストシンフォニー、京都府京都市
- パテック総研京都校ITスキル基礎科、株式会社パテック総研、京都府京都市
- フードマネジメントスクール 京都テルサ教室調理実習・実務科、岸本産業、京都府京都市
- アヴァカス実践即戦力養成電子会計と簿記演習科、有限会社アヴァカス、京都府京都市
- パソコン教室はな 六地蔵教室パソコンスキル習得科、株式会社トーカイスタッフ、京都府京都市
- 上杉教育機器株式会社OAシステム科、上杉教育機器株式会社、京都府舞鶴市
- デジタルハリウッド大阪校スマートフォンアプリ開発講座科、デジタルハリウッド株式会社、大阪府大阪市
- 河合塾KALS新大阪校パソコン基礎科、学校法人河合塾、大阪府大阪市
- B&BパソコンスクールIT資格習得科、有限会社フォルツァ、大阪府松原市
- FPインベスターズ簿記・ファイナンシャルプランナー科、FPインベスターズ有限責任事業組合、大阪府大阪市
- Infinity教育センター 阿倍野校初心者パソコン基礎科、インフィニティ、大阪府大阪市
- ISH-ITWebビジネススクールWebクリエーター科、有限会社アイシュ21、大阪府大阪市
- JBMアカデミーコールセンターオペレーター実務養成科、株式会社ジェイ・ビー・エムスタッフ、大阪府大阪市
- JBM心理科学総合学院心理カウンセラー養成科、特定非営利活動法人日本美容統合医療協会、大阪府大阪市
- KOHSIN キャリアUPスクール B教室パソコンスキル養成科、株式会社幸新、大阪府大阪市
- N.T.インターナショナルアカデミー介護サービス科、N.T.トータルケア株式会社、大阪府大阪市
- OOH セミナールームWebビジネス実践科、株式会社OOH、大阪府大阪市
- PALキャリアスクール尾崎校ビジネスパソコン基礎科、本社教室ネイリスト養成科、株式会社カミタ、大阪府
- PCカレッジメディアテック大阪本町校パソコン・経理事務科、株式会社メディアテック、大阪府大阪市
- PCカレッジ東梅田校、株式会社アイシージェーピー、大阪府大阪市
- SSキャリアカレッジ宅建業・不動産実務演習科、株式会社サトー総合サービス、大阪府大阪市
- Take I'ts ActionIT基礎科、有限会社ティー・アイ・エー、大阪府大阪市
- TAS総合学園 なんば校簿記＆パソコン実務基礎科、大昌総合企画株式会社、大阪府大阪市
- UNICARE 茨木教室/三国教室介護サービス科、株式会社UNICARE、大阪府大阪市ほか
- XLC大阪本校基礎からのビジネスパソコン科、株式会社シーリンコミュニケーションズ、大阪府大阪市
- アイビービジネススクール、株式会社アイビー、大阪府大阪市
- アヴァンセ梅田研修センターコンピュータプログラミング科、株式会社アヴァンセ、大阪府大阪市
- アクアボディカレッジアロマテラピー資格養成科、株式会社ウイングビジネス、大阪府大阪市
- アクセスPCカレッジ建築CAD基礎研修科、株式会社アクセス22、大阪府大阪市
- アステラ・ジョブ・カレッジ基礎演習科、柏菱商事株式会社、大阪府大阪市
- アプリ心斎橋スクールパソコン経理資格取得実践演習科、株式会社ビークル、大阪府大阪市
- アライブ 泉大津校ホームヘルパー2級科、株式会社ケア・イノベーション、大阪府泉大津市
- アルファ弥生弥生会計・販売・給与演習科、アルファ弥生、大阪府大阪市
- イメージ・ラボ研修センター上級介護職員研修科、株式会社イメージ・ラボ、大阪府大阪市
- イング・ライセンスアカデミー アベノ校パソコン・総務・経理事務科、株式会社イング、大阪府大阪市
- イング新金岡校パソコン・総務・経理事務科、株式会社イング、大阪府堺市
- ウィズパソコンスクール初心者パソコン基礎科、株式会社ウィズ・コミュニケーション、大阪府大阪市
- ウィランズパソコンスクールオフィスマスター養成科、ウィランズ株式会社、大阪府大阪市
- ウィルキャリアサポートセンター、株式会社ウィル、大阪府大阪市
- ウィルパソコンスクール貝塚商工会議所第二教室ビジネス・パソコン基礎科、堺東校ビジネス・パソコン基礎科、藤井寺市商工会教室ビジネス・パソコン実践科、株式会社 ウィル、大阪府藤井寺市ほか
- エースビジネス学院（不動産校）不動産スペシャリスト養成科、コスモエース株式会社、大阪府大阪市
- エール学園、大阪府大阪市
- エクシード総合メディア学園 天王寺駅前校基礎演習科、有限会社ソフトサプライ、大阪府大阪市
- エストビューティーアカデミーブライダルエステ科、株式会社エストビューティー、大阪府大阪市
- エンプロイアビリティースクール第2教室ビジネスPCスキルアップ科、有限会社こころ、大阪府大阪市
- オンデオマ・南森町校基礎から応用、実践までの就職対策パソコン科、株式会社オンデオマ、大阪府大阪市
- カラーワールド・キャリアカレッジビューティーケア専門員養成科、株式会社カラーワールド、大阪府大阪市
- キャデイン 研修センターWebプログラミング・サーバー構築科、株式会社キャデイン、大阪府大阪市
- キャリアアドバンススクールB教室PCスキル総合科、有限会社物流プランナー、大阪府大阪市
- キャルスコム研修センター 本町校ファイナンシャルプランナー実践演習科、株式会社キャルスコム、大阪府大阪市
- キング美容学院ネイル・トータルビューティー科、株式会社ホクトス・プランニング、大阪府東大阪市
- グリーンスタッフ介護研修室介護福祉サービス科、株式会社グリーンスタッフ、大阪府大阪市
- コム・スタッフ介護スクール 泉佐野教室介護基礎研修科、株式会社コム・スタッフ、大阪府泉佐野市
- コンパーニャ（天王寺校）建築CADデザイナー養成科、株式会社コンパーニャ、大阪府大阪市
- サイトアンドサウンドカレッジ 堺筋本町教室オフィスパソコン科、日本サイト・アンド・サウンド株式会社、大阪府大阪市
- シーダースキャリアスクールパソコン基礎習得科、シーダース企画、大阪府大阪市
- ジョブスクール学援舎 栄本町校介護上級資格取得科、株式会社ギア、大阪府池田市
- セラク 大阪教室ホームページ管理者養成科、株式会社セラク、大阪府大阪市
- セラムケアスクールホームヘルパー2級科、株式会社セラム、大阪府大阪市
- ディアナビューティースクールトータルビューティー科、株式会社カリテス、大阪府大阪市
- ティティエヌ 研修センター組込アンドロイド実践科、株式会社ティティエヌ、大阪府大阪市
- テクニカルルート大阪スクールMSビル校ビジネスPC基礎科、有限会社テクニカルルート、大阪府大阪市
- トータルビューティースクールトータルビューティー科、有限会社タルタルーガ、大阪府大阪市
- とぴあパソコン教室上本町校パソコン事務スキル科、川添校第3教室パソコン事務スキル科、株式会社個別教育研究所、大阪府高槻市ほか
- ノウハウ会研修センターパソコン基礎（経理）科、特定非営利活動法人ノウハウ会、大阪府大阪市
- パソコンスクールLaLaメイツIT技能演習科、有限会社マイスター・ラボラトリー、大阪府大阪市
- パソコン教室W・Eよくわかるパソコン基礎科、パソコン教室W・E、大阪府大阪市
- パソコン教室アスノ 江坂校ITスキル基礎（A）科、有限会社ASNO、大阪府吹田市
- パソコン総合カレッジノア なんば校OAシステム広報科、株式会社ワークアカデミー、大阪府大阪市
- ハッピースタイルビジネスPC基礎・簿記事務科、株式会社ハッピースタイル、大阪府堺市
- ビーサイドラーニングセンタービジネスマインドIT基礎科、株式会社Beecide、大阪府大阪市
- ビィハウス・キャリアサポートビジネスパソコン基礎科、特定非営利活動法人エイジレス異文化交流の会、大阪府豊中市
- ビジネススクールSTEPITスキル科、株式会社ハゲム、大阪府柏原市
- ヒュートム医療事務訓練校医療事務総合科、株式会社ヒュートム、大阪府大阪市
- ヒューマニティー・サポート・ジャパンファイナンシャル・プランナー科、篠原FP事務所、大阪府大阪市
- フォイス 大阪校Webクリエイター科、株式会社フォイス、大阪府大阪市
- プレースメントキャリアカレッジII介護4資格・色彩福祉・食生活アドバイザー科、キャリアカレッジIII人事経理法務労務実務科、大阪府大阪市
- プロスパー・エキスパティーズ・カレッジインバウンド・サービススタッフ養成科、有限会社プロスパー・エキスパティーズ、大阪府大阪市
- プロ経理養成 DFEカレッジ梅田校、株式会社データ・ファー・イースト社、大阪府大阪市
- ミトシステムPC教室 本校初心者から始めるインストラクター養成科、ミトシステム株式会社、大阪府大阪市
- ライセンス学院 梅田教室保育士補助養成科、株式会社アンファン、大阪府大阪市
- ライフデザインカレッジ不動産FPコンサルタント科、株式会社FPサポート関西、大阪府大阪市
- リアライズキャリアサポート 第1教室ビジネススキル総合科、株式会社リアライズ、大阪府大阪市
- リバティ天六校法務・FPスペシャリスト養成科、有限会社リバティ、大阪府大阪市
- リフィール・セラピスト養成スクールエステプロ科、株式会社リフィール、大阪府大阪市
- ワークアカデミーWEBビジネス総合科、株式会社ワークアカデミー、大阪府大阪市
- 愛雅粧エステティック専門学院プロフェッショナルビューティセラピスト科、株式会社くれえる、大阪府大阪市
- 介護教室ほっと倶楽部天王寺駅前校/梅田駅前校介護上級資格取得科、株式会社ニッソーネット、大阪府大阪市
- 学友実践ビジネス西中島校旅行・観光サービス科、学友外国語学院、大阪府大阪市
- 経理学校Togin、有限会社福岡勝衣食住研究所、大阪府大阪市
- 仕事の学校ニューワークス 梅田校簿記資格 × IT実務 上級科、株式会社ニューワークス、大阪府大阪市
- 資格センター不動産取引研修科、株式会社資格センター、大阪府大阪市
- 色彩舎ソリューション、株式会社色彩舎ソリューション、大阪府大阪市
- 人材ニュース株式会社 キャリア・プラスセンター、人材ニュース株式会社、大阪府東大阪市
- 是空スクール貿易実務訓練科、是空株式会社、大阪府大阪市
- 大阪ミドウスジ学院 医療事務員養成心斎橋校基礎演習科、株式会社リブウェル、大阪府大阪市
- 東京ファイナンシャルプランナーズ 大阪校FP&総務・経理科、株式会社東京ファイナンシャルプランナーズ、大阪府大阪市
- 南大阪地域福祉サポートセンター介護職員上級資格研修科、特定非営利活動法人地域福祉創造協会 ウインク、大阪府岸和田市
- 日本アロママイスタースクール 大阪駅前第1ビル校アロマトリートメント演習科、株式会社キューズ、大阪府大阪市
- 日本システムサービス株式会社 スキルジャパン岸和田校介護職員基礎研修3資格複合科、日本システムサービス株式会社、大阪府岸和田市
- 日本リテイルシステム株式会社大阪支店江坂校Webクリエーター養成科、新大阪校ITビジネス総合科、日本リテイルシステム株式会社、大阪府大阪市
- 八戸ノ里パソコンスクールパソコン実務科、有限会社鴻志社、大阪府東大阪市
- 汎美デザインスクール建築・インテリアデザイン・CAD養成科、汎美設計一級建築士事務所、大阪府大阪市
- 鳳友アカデミー介護職員上級資格研修科、鳳友コーポレーション株式会社、大阪府堺市
- 北山コーポレーション 新大阪教室Webクリエーター科、株式会社北山コーポレーション、大阪府大阪市
- 北大阪商工会議所北大阪プラザ（きらら校）ビジネスパソコン科、北大阪プラザ経理事務実践科、北大阪商工会議所、大阪府枚方市
- 弥生カレッジCMC、有限会社ケースメソッド、大阪府大阪市
- 職業能力開発雇用促進協会総合医療事務科、特定非営利活動法人職業能力開発雇用促進協会、兵庫県神戸市
- シンフォニー研修センターパソコンオフィス事務科、特定非営利活動法人シンフォニー、兵庫県尼崎市
- セカンドライフ・ネット阪神西宮校・阪神尼崎校パソコン基礎科、特定非営利活動法人セカンドライフ・ネット、兵庫県尼崎市ほか
- C.S.C.（Career. Support. Center.）名谷校ネイルアーティスト養成講座、西神南校、有限会社エグゼ、兵庫県神戸市
- ITB元町校基礎からのパソコン技術習得科、元町第2校基礎演習科、ITブリッジ株式会社、兵庫県神戸市
- JCNパソコンスクール 本部校ビジネス実務パソコン科、株式会社ジェイ・シー・エヌ、兵庫県加古川市
- Jouer Padisser Kobe （ジュエ パディッサ 神戸）洋服ファッションリフォーム科、株式会社 八一八、兵庫県神戸市
- Next Stage ビジネススクールネイリスト養成科、株式会社rise、兵庫県神戸市
- PCカレッジ イナハラ三宮校ビジネス実務PC活用科、株式会社イナハラ、兵庫県神戸市
- アイ日本総合ビジネス学院 明石校OA実務基礎科、アイ日本総合ビジネス学院有限会社、兵庫県明石市
- アクアボディカレッジ 西宮校アロマテラピー資格養成科、株式会社ウイングビジネス、兵庫県西宮市
- アクトIT基礎科、株式会社アクト・トータルリサーチ、兵庫県加東市
- アリスト外語学院日本語教員養成科、有限会社アリスト、兵庫県神戸市
- アルファ学院パソコン基礎科、株式会社アルファスタジオ、兵庫県養父市
- イング・ライセンスアカデミー川西校ITビジネス基礎科、株式会社イング、兵庫県川西市
- エクスキャリアアソシエーツ、有限会社長安空調、兵庫県加古川市
- エムステージ販売接遇サービス養成科、有限会社エムステージ、兵庫県西宮市
- キッズインターナショナルスクール児童英語教師養成科、有限会社キッズ、兵庫県伊丹市
- キャリアアップスクールアシストワン加古川駅前校基礎演習科、株式会社アシストワン、兵庫県加古川市
- コミナスジョブラボ介護ヘルパー2級養成科、合同会社コミナスインターナショナル、兵庫県三田市
- サイトアンドサウンドカレッジ 神戸長田教室PC実務科、日本サイト・アンド・サウンド株式会社、兵庫県神戸市
- サンソフト神戸校総務・経理（簿記2級）実践科、姫路校基礎演習科、株式会社サンソフト、兵庫県姫路市ほか
- ジョイナスカレッジ・三宮駅前校/三木緑が丘校基礎演習科、株式会社ジョイナスカレッジ、兵庫県三木市ほか
- セイコー学院舞子駅前校第3教室・中央市場前駅前校4階日本語教師総合科、兵庫駅前校4B教室宅建総合科、兵庫県神戸市ほか
- とぴあパソコン教室 山下校ビジネス実務パソコン習得科、アクラス、兵庫県川西市
- ナノコネクト 第2研修センターAndroidアプリ開発科、株式会社ナノコネクト、兵庫県神戸市
- パソコンじゅく西脇教室ビジネスIT基礎科、有限会社エフジェット、兵庫県西脇市
- パソコンスクール レッツ 池田・川西校、レッツ株式会社、兵庫県川西市
- パソコン学校 Kobeton 本山校、有限会社福岡勝衣食住研究所、兵庫県神戸市
- パソコン教室 夢パソ 西明石駅前校IT即戦力養成科、株式会社夢パソ、兵庫県明石市
- フォレストエステティックスクール西宮教室/長田教室/姫路教室エステティシャン養成科、株式会社フォレストシンフォニー、兵庫県姫路市ほか
- プランツ・キューブ 西宮校OA経理・ファイナンシャルプランナー育成科、株式会社プランツ・キューブ、兵庫県西宮市
- ポリーキャリアスクール2級介護員養成研修科、ポリーライフケアサービス有限会社、兵庫県三木市
- ミュージアムネイルアカデミーネイリスト養成科、有限会社ミュージアム、兵庫県尼崎市
- ライセンス学院 神戸長田教室保育士補助養成科、株式会社アンファン、兵庫県神戸市
- リクシン パソコン教室パソコン基礎習得科、株式会社リクシン、兵庫県尼崎市
- ルーチェスタイル 資格スクール経理就職（簿記2級）科、株式会社ルーチェスタイル、兵庫県神戸市
- 介護教室ほっと倶楽部 三宮会場介護上級資格取得科、株式会社ニッソーネット、兵庫県神戸市
- 関西キャリアスクール 富松校ビジネス実務パソコンスキル習得科、ペガサス園田教室、兵庫県尼崎市
- 極東ブレイン 研修センターWEBページ作成能力開発科、株式会社極東ブレイン、兵庫県芦屋市
- 合資会社 平野屋建材店 研修部 姫路宅建ゼミOA経理実践科、合資会社平野屋建材店、兵庫県姫路市
- 資格検定・パソコン教室のアップ アスタ長田校OA実務科、有限会社ヒロコーポレーション、兵庫県神戸市
- 情報技術学院 加古川校、神戸校基礎演習科、明石校基礎演習科、富士コンピュータ販売株式会社、兵庫県明石市ほか
- 神戸お茶の水医療秘書福祉専門学院医療・調剤事務科、株式会社お茶の水医療秘書専門学院、兵庫県神戸市
- 西神戸マイコン基礎演習科、西神戸マイコン株式会社、兵庫県神戸市
- 総合教育研究財団翻訳基礎科、財団法人総合教育研究財団、兵庫県神戸市
- 尼崎都市美化推進企業組合職業訓練校（尼崎緑化協会会議室2F）地域福祉事業・仕事おこし養成科、尼崎都市美化推進企業組合、兵庫県尼崎市
- 辰巳学園奈良情報経理高等専修学校
- 学校法人奈良家庭学園
- パソコン教室アーク 橿原校ビジネスパソコン科、有限会社アーク、奈良県橿原市
- 奈良エール予備校 橿原校ビジネス・パソコン技能養成科、株式会社ジェイビー教育システム、奈良県橿原市
- とぴあパソコン教室新口校、株式会社個別教育研究所、奈良県橿原市
- CSスクール（橿原八木校）パソコン整備・操作技術科、特定非営利活動法人キャリアサポートセンター奈良、奈良県橿原市
- ウィルパソコンスクール葛城市商工会教室、五條教室ビジネス・パソコン実践科、株式会社ウィル、奈良県
- サロンドオリーブ ビューティーアカデミー エコールマミ校、株式会社オリーブ、奈良県香芝市
- ウィルパソコンスクール香芝市商工会教室ビジネス・パソコン実践科、株式会社ウィル、奈良県香芝市
- マネージメント・リソース研究所フードビジネス専門家養成科、株式会社マネージメント・リソース研究所、奈良県桜井市
- 資格の教室 生駒校基礎演習科、株式会社近畿ITサポート、奈良県生駒市
- CS能力開発スクール JR郡山駅前校パソコン・総務・経理基礎科、株式会社シティスタッフ、奈良県大和郡山市
- 地域職業訓練支援センター 大和郡山校ネイリスト養成科、バンクシー株式会社、奈良県大和郡山市
- アイオーソフトウェアサポート学院基礎演習科、株式会社秀英、奈良県大和郡山市
- ウィルパソコンスクール大和郡山市商工会ビジネス・パソコン実践科、河合町商工会第2教室/橋本高野口校ビジネス・パソコン基礎科、株式会社ウィル、和歌山県
- DMCビジネススクール仕事に活かせるパソコンスキル基礎科、株式会社ダイワマネジメント、奈良県大和高田市
- アブリル初歩からのビジネスパソコン講座科、有限会社アブリル、奈良県大和高田市
- 高田ビジネスコンピュータ学校、学校法人白光学園、奈良県大和高田市
- キャリアマネジメント奈良教室介護員養成科、株式会社キャリアマネジメント、奈良県奈良市
- とぴあパソコン教室 高の原校第3教室パソコン事務スキル科、西大寺校第1教室、株式会社個別教育研究所、奈良県奈良市
- 平成義塾 西大寺本部校アロマセラピスト養成科、代替医療セラピスト協同組合、奈良県奈良市
- 奈良エール予備校 王寺校、株式会社ジェイビー教育システム、奈良県北葛城郡王寺町
- ビジネススクールBGM、レトロハウス、奈良県北葛城郡王寺町
- なるはや英会話スクール児童英語講師養成科、幸福荘、奈良県北葛城郡王寺町
- アロマテラピースクールアロマテラピー科、株式会社エステック、奈良県北葛城郡河合町
- パソコン教室アーク 上牧校ビジネスパソコン科、有限会社アーク、奈良県北葛城郡上牧町
- ジェイ・アンド・エスIT基礎科、ジェイ・アンド・エス、和歌山県橋本市
- 職業訓練のアップ 橋本校パソコン基礎科、有限会社ヒロコーポレーション、和歌山県橋本市
- パソコンスクールTAKumi  第1教室ゼロから始めるパソコン入門科、株式会社パソコンスクールTAKumi、和歌山県御坊市
- PC倶楽部 新宮店、有限会社ピーシー倶楽部、和歌山県新宮市
- タイム Big・U教室、有限会社タイム、和歌山県田辺市
- 中紀地域職業訓練センタービジネスPC基礎科、職業訓練法人中紀技能訓練協会、和歌山県日高郡日高町
- 彩園 紀ノ川教室ホームヘルパー総合福祉科、株式会社彩園、和歌山県和歌山市
- ジョブシティカレッジ和歌山校介護職員基礎研修科、株式会社あかりホーム、和歌山県和歌山市
- ブレインサービス介護員養成研修2級課程科、有限会社MURO、和歌山県和歌山市
- 明日香コンピュータ、有限会社明日香コンピュータ、和歌山県和歌山市
- モアアンドモア JESAネイリスト&エステ・アロマ・メイク就職科（B）、有限会社モアアンドモア、和歌山県和歌山市
- ウィルパソコンスクール和歌山本校第3教室ビジネス・パソコン基礎科、株式会社ウィル、和歌山県和歌山市
- オフィスメイト株式会社 和歌山教室パソコン基礎科、オフィスメイト株式会社、和歌山県和歌山市
- フォレストパソコンスクール狐島教室パソコン基礎活用科、フォレストパソコンスクール、和歌山県和歌山市
- リバティ和歌山校社会保険実務・FP実務養成科、有限会社リバティ、和歌山県和歌山市
- イサオ文化教室、株式会社日本総合文化センター、和歌山県和歌山市

### 中国・四国
- パソコン教室ほうき塾、有限会社ほうき塾、鳥取県倉吉市
- アピオンITスクール第1教室基礎演習科、株式会社アピオン、鳥取県倉吉市
- ナレッジサポート、株式会社ナレッジサポート、鳥取県鳥取市
- パソコンタッチ塾鳥取教室、有限会社タッチ塾、鳥取県鳥取市
- 鳥取経理学園基礎演習科、学校法人鳥取経理学園、鳥取県鳥取市
- 阪本進学教室 東伯教室基礎演習科、有限会社阪本進学教室、鳥取県東伯郡琴浦町
- インサイト、鳥取県米子市・西福原教室1基礎演習科、株式会社インサイト、鳥取県米子市
- 合同会社アール・テック基礎演習科、合同会社アール・テック、鳥取県米子市
- スペックセミナールームA経理事務科、鳥取県米子市
- ホープタウン 3Fブライダルスタイリスト養成科、株式会社ヴィス・コーポレーション、鳥取県米子市
- Warmth（安来会場）アロマビジネス実践科、（出雲会場）エステティシャン養成科、株式会社Warmth、島根県出雲市
- 出雲高等自動車教習所パソコンスクールIT基礎科、天神教室IT基礎科、株式会社出雲高等自動車教習所、島根県出雲市
- ViVAカレッジITシステム科、有限会社ウィズスタッフサポート、島根県出雲市
- ジェットシステム 松江校基礎演習科、株式会社ジェットシステム、島根県松江市
- ふれあいパソコン塾のくりっく 松江教室オフィススペシャリスト科、有限会社くりっく、島根県松江市
- ホームコンじゅく 乃木教室IT基礎科、ホームコンじゅく 乃木教室、島根県松江市
- サンライフ松江介護福祉人材育成科、株式会社グローバル、島根県松江市
- Warmth（松江会場）、株式会社Warmth、島根県松江市
- まつえ・まちづくり塾まちづくり実践科、特定非営利活動法人まつえ・まちづくり塾、島根県松江市
- 島根中央地域職業訓練センター基本ITスキル科、職業訓練法人島根中央能力開発振興協会、島根県大田市
- 斐川町企業化支援センター、有限会社ニプコ山陰、島根県出雲市
- サルピス原尾島研修室ホームヘルパー養成科、有限会社サルピス、岡山県岡山市
- プロア岡山本校アロマセラピスト養成科、株式会社プロタゴ、岡山県岡山市
- 西日本電子計算学院、西日本電子計算機株式会社、岡山県岡山市
- れいめい岡山校実務で役立つITスキル養成科、有限会社黎明、岡山県岡山市
- シャノン 岡山校ビューティーアナリスト養成科、シャノン、岡山県岡山市
- 岡山県ボランティア・NPO活動支援センター歯科助手科、特定非営利活動法人口腔健康科学ネット、岡山県岡山市
- 穴吹カレッジ・穴吹カレッジサービス・キャリアアップスクール岡山校簿記スペシャリスト科、パソコン基礎力養成科、穴吹学園医療事務科、本校、西内町会場基礎演習科、学校法人穴吹学園、徳島県・香川県高松市・岡山市・広島県福山市
- エヌティ・クリエイト 問屋町教室販売・事務科、有限会社エヌティ・クリエイト、岡山県岡山市
- 田辺商事 岡山本校トータルフラワーデザイン養成科、有限会社田辺商事、岡山県岡山市
- アンビエント ネイルスクールネイリスト養成科、Nail Studio ambient、岡山県岡山市
- 日本コンピューターシステム株式会社 笠岡教室実務に活かせる基礎からのパソコン科、日本コンピューターシステム株式会社、岡山県笠岡市
- アイワークスカレッジ倉敷駅前校介護職員基礎研修科、株式会社プロデュース アイ、岡山県倉敷市
- エムアンドシーシステムPCインストラクター養成科、エムアンドシーシステム株式会社、岡山県倉敷市
- エースコンピュータ学院 岡山会場パソコン実務科、倉敷会場、株式会社エースビジネス、岡山県倉敷市ほか
- ステップ訓練教室ホームヘルパー養成科、株式会社ステップ、岡山県倉敷市
- AKI情報コンサルタント 倉敷校、有限会社AKI情報コンサルタント、岡山県倉敷市
- アンジェリカ 津山駅前校トータルビューティーセラピスト養成科、岡山県津山市
- 福祉情報センター向洋校介護員養成コース、株式会社福祉情報センター、広島県安芸郡府中町
- グローバル 緑井会場介護福祉人材育成科、株式会社グローバル、広島県広島市
- キュリオステーション広島緑井店基礎からじっくり資格取得し、就職する科、キュリオステーション広島緑井店、広島県広島市
- スペースコントロール 五日市オフィスWebサイト開発科、株式会社スペースコントロール、広島県広島市
- 福祉情報センター 広島校、株式会社福祉情報センター、広島県広島市
- 建修技術学校CAD建築デザイン科、広島県広島市
- ぱるキャリアスクールテクノガイア広島西校、ヒューマンズ・ユーミー三次校（第1教室）パソコン基礎科、広島県三次市ほか
- RCC文化センター 会議室（606号室）保険ショップ 販売アドバイザー養成科、株式会社RCC文化センター、広島県広島市
- SOHO国泰寺倶楽部（株式会社シーズンモチベーション）、株式会社シーズンモチベーション、広島県広島市
- パルウェーブITインストラクタ科、株式会社パルウェーブ、広島県広島市
- 日立電子サービス株式会社パソコン活用科、日立電子サービス株式会社、広島県広島市
- ビットゼミ 第4教室ITオフィス活用科、株式会社ビットゼミ、広島県広島市
- 基金訓練アート校パソコン基礎科、アート株式会社、広島県大竹市
- 東広島地域職業訓練センターIT経理基礎科、職業訓練法人東広島地域職業能力開発協会、広島県東広島市
- ぽけっとハウスクリーニング科、有限会社ぽけっと、広島県東広島市
- 朝日キャリア教育センター 301教室、学校法人朝日医療学園、広島県福山市
- ディア・レスト福山 ディア・レスト福山アネックス介護員養成科、株式会社ディア・レスト福山、広島県福山市
- 教文 城見校情報マスター科、株式会社教文、広島県福山市
- ピュア・ハート 春里研修室ヘルパー2級養成科、有限会社ピュア・ハート、広島県福山市
- ぱるキャリアスクール 多治米校初歩からのITオフィス総合科、株式会社eライフワークス、広島県福山市
- ボイスコミュニケーションズ下関校/岩国校/研修室介護職員基礎研修科、株式会社ボイスコミュニケーションズ、山口県
- 周南コンピュータ・カレッジ基礎演習科、有限会社アオイ、山口県光市
- 山口県ソフトウェアセンター、株式会社山口県ソフトウェアセンター、山口県光市
- パソコン教室AOI光校基礎演習科、有限会社アオイ、山口県光市
- M・T・C FPスクール宇部校・山口校ファイナンシャルプランナー養成科、株式会社M・T・C、山口県山口市ほか
- フクナガパソコンスクールITビジネス実践科、フクナガパソコンスクール、山口県山口市
- A-1 本校日商検定取得科、有限会社A-1、山口県山陽小野田市
- HRSビジネス基礎科、株式会社HRS、山口県周南市
- ぷらねっと営業販売科、入船教室基礎演習科、株式会社ぷらねっと、山口県周南市
- A-1 長門教室医療事務スタッフ養成科、有限会社A-1、山口県長門市
- ビジネススクール・オカモトITスキル基本科、カリヨン203ITビジネス演習科、有限会社ビジネススクール・オカモト、山口県防府市
- 山口PCパートナー宮市教室基礎演習科、松崎教室販売士養成科、山口PCパートナー、山口県防府市
- 四国進学会鴨島校オフィスマスター科、有限会社ライジングサン、徳島県吉野川市
- 小松島有機農業サポートセンター有機農業栽培技術科、特定非営利活動法人とくしま有機農業サポートセンター、徳島県小松島市
- 徳島県就職支援機構美波校IT基礎科、基礎演習科、一般社団法人徳島県就職支援機構、徳島県小松島市ほか
- PCカレッジジョイメイト 徳島校Web活用・メンテナンス科、株式会社ジョイメイト、徳島県徳島市
- アイ日本総合ビジネス学院 徳島校IT基礎・POP作成科、アイ日本総合ビジネス学院有限会社、徳島県徳島市
- ネイルセラピー チャクラネイリスト養成科、株式会社CHAKRA、徳島県徳島市
- ビザンコム株式会社（徳島県青少年センター会場）ネットショップ・クリエーター養成科、ビザンコム株式会社、徳島県徳島市
- エコール・ド・エレガンス 前川店トータルビューティ科、株式会社フェイス、徳島県徳島市
- フィール 徳島校基礎演習科、株式会社フィール、徳島県徳島市
- プロポーザル基礎演習科、徳島石井校IT・ビジネスエキスパート科、有限会社プロポーザル、徳島県
- サポート・アン 坂本教室PCマスター科、株式会社サポート・アン、香川県観音寺市
- リラクゼーショントレーナー養成スクールリラクゼーションボディケア科、有限会社カノークス、香川県丸亀市
- 小野塾  三条教室基礎演習科、有限会社小野塾、香川県丸亀市
- アクセス医療・調剤事務科、有限会社アクセス、香川県丸亀市
- 播州電機ビジネススクール丸亀本校、高松校、播州電機製作所、香川県
- ひかり福祉会 だんしエコ作業所特定非営利活動就労・起業実践科、特定非営利活動法人ひかりエコ・エンジニアリング、香川県高松市
- 香川県高齢者生活協同組合ホームヘルパー養成科、香川県高齢者生活協同組合、香川県高松市
- FT高松校基礎演習科、有限会社FEEL&TEC.2、香川県高松市
- アルゴ・コンピュータスクールパソコン資格MOS取得科、有限会社アルゴ、愛媛県松山市
- アトリエはな・花 訓練校フラワービジネス科、アトリエはな・花、愛媛県松山市
- 愛媛パソコン教室パソコンスキル習得科、家庭教師紹介センター、愛媛県松山市
- アクティブボランティア21(竹林館会場)介護福祉コース科、特定非営利活動法人アクティブボランティア21、愛媛県松山市
- アッシュ・インテリアワークスインテリアコーディネーター養成科、アッシュ・インテリアワークス、愛媛県松山市
- スキルウェア、愛媛県松山市
- AB-Net 大手町研修センターネットワーク管理科、AB-Net、愛媛県松山市
- SPCキャリアカレッジ、株式会社エス・ピー・シー、愛媛県松山市
- 四国テクニカアプリケーション基礎科、株式会社四国テクニカ、愛媛県新居浜市
- nbn ITスクールIT基礎演習科、株式会社ドリームクラフト、愛媛県新居浜市
- ミートハウスフジタ基礎演習科、有限会社ミートハウスフジタ、愛媛県西条市
- ジェイコム介護福祉総合科、株式会社ジェイコム、愛媛県西条市
- かんたんたのしいパソコン教室オフィスプロフェッショナル科、ヤマギクエンタープライズ有限会社、愛媛県大洲市
- ジェネシス八幡浜第2スクールITスキルアップ科、株式会社コモダ、愛媛県八幡浜市
- アイ日本総合ビジネス学院 高知校PCインストラクター科、アイ日本総合ビジネス学院有限会社、高知県高知市
- アヴリオ パソコン教室、有限会社アヴリオ、高知県高知市
- パソコン教室 スクールデポパソコン基礎および技能向上習得科、office REBLO、高知県高知市
- 高知ソフトウェアセンター、株式会社高知ソフトウェアセンター、高知県高知市
- 星槎大学オープンカレッジ高知ITビジネス基礎科、株式会社聖学舎、高知県高知市

### 九州
- 特定非営利活動法人ワーカーズコープ北九州小倉教室地域生活支援科、大野城事務所ホームヘルパー2級養成科、特定非営利活動法人ワーカーズコープ福岡支部、福岡県大野城市ほか
- Ability天神南館 DIA教室、Ability、福岡県福岡市
- BRIDGEビジネス学院春日校・飯塚校ITスキル基礎科（夜）、株式会社TEAM.G、福岡県飯塚市ほか
- Effort学院基礎演習科、株式会社大建、福岡県福岡市
- FORDEL研修センターAndroidコンテンツ&アプリケーション制作（昼間部）科、株式会社FORDEL、福岡県福岡市
- FPK研修センターファイナンシャルプランナー科、エフ・ピィ・ケィ研修センター株式会社、福岡県福岡市
- HONEY MARKS COLLEGE、HONEY MARKS合同会社、福岡県福岡市
- IFA美容職業訓練校（本校）ヘアスタイリスト養成科、（小倉船場教室）ネイルアーティスト養成科、IFA技能開発協会、福岡県北九州市
- ISHIDAネイル＆メイク 田川校ネイル＆メイク実践演習科、有限会社石田商事、福岡県田川市
- ITスキルアップ福岡基礎から学ぶ実践WEBサイト制作科、ゼンソフトウエア株式会社、福岡県福岡市
- LuminaPCカレッジ志免生涯学習教室ITビジネス基礎科、インストラクター養成科、地域活性化センター教室ITビジネス基礎科、モモテクネット株式会社、福岡県糟屋郡須恵町
- M・Iビジネススクール簿記会計IT科、株式会社デューエステート、福岡県飯塚市
- Nオフィスエステキャリアスクール 天神校基礎演習科、Nオフィス株式会社、福岡県福岡市
- R&Rアロマ・ビューティースクールアロマ・ビューティー実践演習科、R&R、福岡県大野城市
- TEPS 介護員養成研修所ホームヘルパー2級研修科、株式会社TEPS、福岡県福岡市
- Y-LINK'Sビジネススクール就職に生かすパソコン基礎科（夜の部）、株式会社Y-LINK'S Management、福岡県福岡市
- アーバンキャリアビジネススクール、株式会社アーバントラフィックエンジニアリング、福岡県福岡市
- アイティアイパソコンスクール香椎駅前校基礎から学べるパソコン初級科（夜間部）、株式会社アイティアイ、福岡県福岡市
- アクティブスキルサポート株式会社パソコン基礎科、アクティブスキルサポート株式会社、福岡県福岡市
- アジアネットビジネススクール博多校ブライダルコーディネーター養成科、有限会社アジアネット、福岡県福岡市
- アスカアカデミー 久留米校ファイナンシャルプランナー養成科、株式会社アスカジャパン、福岡県久留米市
- アソウ・アルファ行橋事業所一般事務基礎科、研修室OAビジネス科、株式会社アソウ・アルファ、福岡県福岡市ほか
- アダチ A教室、株式会社アダチ、福岡県北九州市
- アポロパソコンスクール、株式会社アポロ福岡、福岡県福岡市
- アルファビジネスカレッジWebプログラミング実践科、アルファシンク株式会社、福岡県福岡市
- アンソネット 天神セミナールーム A基礎演習科、株式会社アンソネット、福岡県福岡市
- イデアルITスクール福岡校、Webサイト制作科、Webアプリ開発科、Androidアプリ開発科、株式会社イデアル、福岡県福岡市
- インフォニイ株式会社 教育センターインターネットの基礎知識とビジネスパソコン科、インフォニイ株式会社、福岡県福岡市
- ウェルネスジョブカレッジ介護職員基礎研修科、株式会社アイコンズ、福岡県北九州市
- エムエスティー簿記・会計スクール大名簿記・会計実践科、エムエスティー株式会社、福岡県福岡市
- エムシーエー 天神研修センターやさしいパソコン入門科 （夜間部）、エムシーエー株式会社、福岡県福岡市
- エリーヴァネッサエステティックスクール 本校アロマセラピスト科、株式会社アワード、福岡県福岡市
- オオキITスクール 薬院教室、大木建設有限会社、福岡県福岡市
- オキシー ビューティーアカデミーアロマエステ科、株式会社オキシス、福岡県北九州市
- カイトIT研修センター、株式会社カイトインベスターズ、福岡県福岡市
- キャリアアップスクール、株式会社ハーモニー、福岡県福岡市
- キャリアカレッジ スプラージ香椎校経理・パソコン事務スキル養成科、株式会社ALNICO、福岡県福岡市
- キャリアライフ 小倉教室医療事務スタッフ育成科、株式会社キャリアライフ、福岡県北九州市
- キュリオステーション六本松校パソコン基礎支援科、キュリオステーション西新店、香椎教室基礎からじっくり学ぶパソコン科、キュリオステーション スポーツガーデン香椎校、福岡県福岡市
- クルークエステプロ養成講座科、株式会社クルーク、福岡県久留米市
- クロスデザインスクール（株式会社クイック福岡）、株式会社クイック福岡、福岡県福岡市
- クロス貼り工事 教室クロス貼り工事科、株式会社エスパース建設、福岡県福岡市
- ケイ・エム・エーヒューマンカレッジ（4F-A教室）ホームヘルパー養成科、株式会社ケイ・エム・エー、福岡県福岡市
- サクラズネイルスクール 西新校ネイリスト育成科、sakura's nail、福岡県福岡市
- サンセイパソコンスクール福岡校、相生校Webクリエイター養成科（夜間部）竹末校、三清工業株式会社、福岡県北九州市ほか
- サンビジネススクール大牟田校初歩から始めるパソコンビジネス科、天神校Webカラーデザイナー科、サンビジネス株式会社、福岡県福岡市ほか
- ジェイティービービジネスサポート九州外国人観光客おもてなし科、株式会社ジェイティービービジネスサポート九州、福岡県福岡市
- シグマフィールド株式会社 博多駅前研修室初めて学ぶパソコン基礎コース科、シグマフィールド株式会社、福岡県福岡市
- シップパソコンスクール仕事に役立つパソコン実習科、株式会社シップ、福岡県福岡市
- ジョブパソコンスクールジュエリーコーディネーター養成科、株式会社ジオクラスター、福岡県糟屋郡新宮町
- スカイブリッジサポート接客・販売スキル養成科、スカイブリッジ、福岡県福岡市
- セイハ英語学院大学校児童英語講師助手養成科、セイハネットワーク株式会社、福岡県福岡市
- セイワ研修センター 福津校警備員養成科、株式会社セイワセキュリティー、福岡県福津市
- セラク 福岡支社教室スマートフォンアプリ開発科、株式会社セラク、福岡県福岡市
- ダイ・キャリア、株式会社大設計、福岡県福岡市
- ディック学園エディスパソコン学院 久留米校・飯塚校・北九州IT基礎科、株式会社ディック学園、福岡県北九州市ほか
- デュアルコアパソコンスクールDTPオペレータ養成科、DUAL CORE、福岡県福岡市
- トータルパソコンスクール久留米校ビジネスパソコン初級科、有限会社グッドワーク、福岡県久留米市
- トータルビューティーカレッジ大橋トータルビューティー科、株式会社ユーメイト純正、福岡県福岡市
- トキオ ビューティカレッジトータルビューティ実践演習科、合資会社ホットソウル、福岡県福岡市
- トップ・スタッフ日本語講師アシスタント講座科、株式会社トップ・スタッフ、福岡県福岡市
- ナチュラルリフレックス セラピストスクール イムズ校アロマセラピスト科、株式会社ランドアンドヒューマン、福岡県福岡市
- ネクスト小倉北校、有限会社ヒロ・クリエーション、福岡県北九州市
- ノーブルビューティーアドバイザー（博多校）、株式会社ノーブル、福岡県福岡市
- ノーブルビューティーアドバイザー（大手門校）、株式会社ノーブル、福岡県福岡市
- ノーブルWEB教育スクール（博多校）WEBサイト制作実践演習科（昼間部・夜間部）、株式会社ノーブル、福岡県福岡市
- ノーブルWEB教育スクール（大手門校）WEBサイト制作実践演習科（昼間部・夜間部）、株式会社ノーブル、福岡県福岡市
- ハーシーアカデミートータルビューティーアドバイザー養成科、有限会社ハーシーアカデミー、福岡県福岡市
- ハーブ&アロマ花と香りの店ハーブアロマコーディネーター総合実践科、ハーブ＆アロマ花と香りの店、福岡県福岡市
- パソコンスクールジェロ ダイエー城野校パソコン基礎科（昼間部）、ジェロビタール販売株式会社、福岡県北九州市
- パソコンスクール@onceビジネスパソコン初級科、株式会社システムハウス27、福岡県福岡市
- パソコンスクールPCワークス 101教室パソコン基礎科、福島産業株式会社、福岡県筑後市
- パソコンスクール糸島パソコンスキルアップ初級科、株式会社九州北部サービス、福岡県糸島市
- パソコンタイム合資会社 朝倉校PC経理事務スキル養成科、パソコンタイム合資会社、福岡県朝倉市
- パソコンドクター久留米教室・北九州教室基礎演習科、有限会社パソコンドクター、福岡県北九州市ほか
- ビー・エス・エス北九州事業所 B研修室簿記入門＆パソコンエキスパート科、株式会社ビー・エス・エス、福岡県北九州市
- ビジネスサポート白木原校ITサポート実務科、有限会社ビジネスサポート、福岡県大野城市
- ビジネススクールニューロン福岡天神校やさしく学べるパソコン入門科（夜間部）、株式会社グランフォート、福岡県福岡市
- ビューティヘルスカレッジ福岡春日校 第6教室ビューティ実践演習科、有限会社よろづや、福岡県春日市
- ヒューテック株式会社 システム本部ビジネスパソコン基礎科、ヒューテック株式会社、福岡県福岡市
- プレディ春日校ITスキルビジネス必修科、大野城校経理事務とパソコン初級科、那珂川校、株式会社プレディ、福岡県筑紫郡那珂川町ほか
- プロサポート 直方教室OAパソコン初級科、株式会社プロサポート、福岡県直方市
- プロフェッショナルカレッジ福岡天神校ネイリスト養成科、福岡トータルビューティ実践演習科、有限会社オリエンタルメディスン、福岡県福岡市
- ヘアーセット姫Styleトータルビューティー科、ヘアーセット姫Style、福岡県柳川市
- ペニープライスアカデミーオブアロマセラピーアロマセラピスト科、株式会社ティリィア、福岡県北九州市
- マイクロコート株式会社 福岡LSI研修室、マイクロコート株式会社、福岡県福岡市
- マリールイズ・ホリスティックビューティ・アカデミービューティーセラピスト科、株式会社ホリスティック・ビューティ、福岡県福岡市
- メディカルネットサービス株式会社小倉校IT基礎科、薬院校ビューティーセラピスト実践演習科、メディカルネットサービス株式会社、福岡県福岡市ほか
- ランアンドランビジネススクール不動産事務実務科、株式会社ランアンドラン、福岡県福岡市
- リッツパソコンスクールMr Max橋本店校、大野城校パソコンスキル基礎科（夜間部）、株式会社リッツ、福岡県大野城市ほか
- ワールドインテック 飯塚教室ネイリスト養成科、株式会社ワールドインテック、福岡県飯塚市
- 永栄商事研修所、永栄商事株式会社、福岡県福岡市
- 介護サービス九州株式会社 研修センター介護員養成研修科、介護サービス九州株式会社、福岡県福岡市
- 環日中観光旅行研修室観光アドバイザー科、環日中ビジネスサポート株式会社、福岡県福岡市
- 久留米コンピュータスクールビジネスパソコン（午後の部）科、久留米コンピュータスクール、福岡県久留米市
- 求人情報ふくおか福岡センター会計・労務スペシャリスト科、北九州センター、株式会社求人情報ふくおか、福岡県北九州市ほか
- 九州アカデミー学院簿記・Office基礎習得科、有限会社九州アカデミー学院、福岡県大牟田市
- 九州ペットケア専門学院大野城校・久留米校トリマー技術養成科、株式会社新栄商会、福岡県久留米市ほか
- 高宮パソコンスクールパソコンスキルアップ初級科、有限会社トータル福岡南、福岡県福岡市
- 志義ゼミナール 小郡校パソコンビジネス基礎科、志義ゼミナール 小郡校、福岡県小郡市
- 若松パソコンスクール、有限会社ツルハ、福岡県北九州市
- 新日本企画 オープンカレッジ福岡校、株式会社新日本企画、福岡県福岡市
- 進学社教育支援スクール三潴校、小郡校基礎演習科、大川校パソコン基礎科、久留米校、八女校、柳川校基礎演習科、株式会社進学社、福岡県
- 西日本新聞パソコン教室 天神校IT事務マスター科、有限会社アイズプロ、福岡県福岡市
- 大宰府いきいき情報センター 講習会室、有限会社ビジネスサポート、福岡県太宰府市
- 池下設計 九州支店建築CAD実践科、株式会社池下設計、福岡県福岡市
- 内閣府認定パソコン整備士協会認定校 有限会社エスエスジ-PCカレッジパソコン整備士養成科、有限会社エスエスジー、福岡県福岡市
- 楠の木園 大川第二研修室ホームヘルパー養成科、特定非営利活動法人楠の木会、福岡県大川市
- 日税サービス西日本簿記中級・経理実務科、株式会社日税サービス西日本、福岡県福岡市
- 福岡メディカルケア学院II介護サービス科、有限会社エスエスジー、福岡県福岡市
- 福岡県高齢者福祉生活協同組合 福岡講座介護スタッフ養成科、福岡県高齢者福祉生活協同組合、福岡県福岡市
- 福岡女学院基礎演習科、学校法人福岡女学院、福岡県福岡市
- 福岡東ビューティースクールトータルビューティー実践演習科、株式会社進新、福岡県古賀市
- 福祉研究カレッジ博多校介護職員基礎研修科、福岡校、株式会社介護家族、福岡県福岡市
- 悠久 博多校ボディケア＆アロマ科、株式会社悠久、福岡県福岡市
- 有明ねっとこむ IT就業支援センター初心者のためのパソコン事務科、株式会社有明ねっとこむ、福岡県大牟田市
- 昴大原 研修センター、有限会社渋谷機工商事、福岡県北九州市
- イーエムエーIT基礎科、有限会社イーエムエー、佐賀県伊万里市
- 穎光ゼミ 塩田教室、有限会社エイコー、佐賀県嬉野市
- ジョブシティカレッジ佐賀校、株式会社ブランズバンク、佐賀県佐賀市
- イー・ニーズ 佐賀教室パソコン会計科、有限会社イー・ニーズ、佐賀県佐賀市
- マツオヒューマンネットワーク パイネックスビル調理実践演習科、株式会社マツオヒューマンネットワーク、佐賀県佐賀市
- ワークサポート九州研修センター実践簿記IT科、株式会社ワークサポート九州、佐賀県佐賀市
- 佐銀 日の出教室介護パソコン科、株式会社ライフコンプリート、佐賀県佐賀市
- ユニソン 諸富校、ユニソン、佐賀県佐賀市
- エヌエス企画 基金訓練 ITスキル佐賀教室IT基礎科、有限会社エヌエス企画、佐賀県佐賀市
- ビジネス・サービス 明治屋クリーニング駅北支店会場パソコン初級科、株式会社ビジネス・サービス、佐賀県佐賀市
- 勝武堂研修センターネイリスト養成・IT科、有限会社勝武堂、佐賀県佐賀市
- ライフプラン 佐賀教室パソコン基礎科、有限会社ライフプラン、佐賀県佐賀市
- ルヴィエ 鍋島パソコン教室Webクリエーター養成科、株式会社ルヴィエ、佐賀県佐賀市
- 佐賀情報ビジネス会計実務科、有限会社佐賀情報ビジネス、佐賀県佐賀市
- 佐賀新聞文化センター 白山教室タイピングから始めるITスキル養成科、株式会社佐賀新聞文化センター、佐賀県佐賀市
- ニュースタイル訓練センターはじめてのパソコン・簿記初級科、株式会社new style、佐賀県佐賀市
- アドキュウ兵庫会場ビジネスIT実践科、有限会社アドキュウ、佐賀県佐賀市
- アドキュウ・サピエ 第1会場IT基礎科、有限会社アドキュウ、佐賀県神埼市
- リッツパソコンスクール イズミ鳥栖校パソコンスキル基礎科、株式会社リッツ、佐賀県鳥栖市
- 特定非営利活動法人肥前の国に大学を創ろう会次世代ソーシャルビジネス科、特定非営利活動法人肥前の国に大学を創ろう会、佐賀県唐津市
- 唐津ビジネスカレッジ、学校法人コア学園、佐賀県唐津市
- 壱岐市役所本庁舎別館、有限会社弦観光、長崎県壱岐市
- パソコン村 愛野実習センター第1教室パソコンスキル訓練科、株式会社パソコン村、長崎県雲仙市
- イサハヤ電子株式会社 小浜研修センターパソコン基礎科、株式会社アイコック、長崎県雲仙市
- スキルパソコンスクール実践ウェブクリエーター養成科（夜間）、開田校実践ウェブクリエーター養成科、株式会社スキル、長崎県五島市
- ハーシーアカデミー佐世保校ビューティーアドバイザー科、有限会社ハーシーアカデミー、長崎県佐世保市
- 教育訓練室 佐世保登録販売者・医療調剤事務科、株式会社雲仙、長崎県佐世保市
- 特定非営利活動法人肥前の国に大学を創ろう会次世代ソーシャルビジネス科、訓練施設ホットライフ基礎演習科、特定非営利活動法人肥前の国に大学を創ろう会、長崎県佐世保市
- エム・クルーズ株式会社IT基礎科、エム・クルーズ株式会社、長崎県佐世保市
- 青雲塾情報ビジネス専門学院、株式会社青雲塾、長崎県佐世保市
- 佐世保情報アカデミー 市役所前教室販売コーディネート科、有限会社佐世保情報アカデミー、長崎県佐世保市
- 福祉生活協同組合いきいきコープ介護員養成科、福祉生活協同組合いきいきコープ、長崎県西彼杵郡長与町
- 対馬不動産ビル基礎演習科、鈴商株式会社、長崎県対馬市
- パソコン村 大村訓練センター基礎演習科、株式会社パソコン村、長崎県大村市
- イレブン、株式会社イレブン、長崎県長崎市
- ケアネットスクール基礎演習科、合同会社ケアネットスクール、長崎県長崎市
- 大立販売経理科、株式会社大立、長崎県長崎市
- ビジネススクールニューロン魚の町第一校、株式会社グランフォート、長崎県長崎市
- 特定非営利活動法人環境カウンセリング協会長崎NPO等起業者育成科、特定非営利活動法人環境カウンセリング協会長崎、長崎県長崎市
- アルテック情報システム 中央橋セミナールームC、株式会社アルテック情報システム、長崎県長崎市
- クラフトビジネスパソコンコース科、株式会社クラフト、長崎県長崎市
- こころ プロフェッショナルカレッジ長崎、学校法人岩永学園、長崎県長崎市
- anmoビューティカレッジビューティ実践演習科、株式会社あんも、長崎県長崎市
- クリエイティブ カレッジ、EMBODY、長崎県長崎市
- ワーク スクール ナガオブライダルプランナー養成科、有限会社永尾、長崎県長崎市
- ルリ総合学園 島原校介護職員基礎研修科、株式会社ルリマネジメント、長崎県島原市
- パソコン村 島原訓練センター、株式会社パソコン村、長崎県島原市
- 教育訓練室 青方医療調剤事務科、株式会社雲仙、長崎県南松浦郡新上五島町
- ふかえ勤労者会館トレーニングルームOA基礎科、会議室ITビジネス科、株式会社ピーシーベース、長崎県南島原市
- パソコン村 多良見訓練センターPCスキル訓練科、株式会社パソコン村、長崎県諫早市
- 飯盛グリーン開発訓練室 1階造園技能士養成科、株式会社飯盛グリーン開発、長崎県諫早市
- シラサギ 養成事業小川教室介護福祉実践科、株式会社シラサギ、熊本県宇城市
- ニーズワンまなび教室 宇土シティ校パソコン初級科、有限会社ニーズワン、熊本県宇土市
- セントラルアカデミー菊池校ビジネスOA会計科、C.I.Nine株式会社、熊本県菊池市
- MGソフト 玉名校 横島教室パソコン基礎科、株式会社MGソフト、熊本県玉名市
- アース総務事務野力養成科、株式会社アース、熊本県玉名市
- 山中コンピュータITビジネス基礎科、有限会社山中コンピュータ、熊本県玉名市
- 立願寺ホテル内教育施設ホームヘルパー総合科、株式会社アース・セービング、熊本県玉名市
- ソレイユ・ローズ・ネイルアカデミー三年坂教室ネイルセラピー科、ジェルネイル&フット科、株式会社ジェイ・インターナショナル、熊本県熊本市
- Progress（プログレス）基礎演習科、鶴野悦子税理士事務所、熊本県熊本市
- ASD株式会社Webサイトエンジニア科、ASD株式会社、熊本県熊本市
- アトム ぱそこん教室 えず校、有限会社アトム開発、熊本県熊本市
- インターネッツ九品寺校基礎演習科、熊本校実践医療事務養成科、株式会社インターネッツ、熊本県熊本市
- オプサイブ 熊本九品寺校、株式会社オプサイブ、熊本県熊本市
- ドットコムIT訓練教室IT基礎スキルアップ科、株式会社DOTCOM、熊本県熊本市
- パン物語 Baking School、合資会社パン物語、熊本県熊本市
- ウィニングアカデミーファイナンシャルプランナー養成科、株式会社ウィニング、熊本県熊本市
- 地域経済センター本社屋1階教室基礎演習科、株式会社地域経済センター、熊本県熊本市
- みらいけんビジネススクール辛島校、株式会社九州みらい研究所、熊本県熊本市
- ドットコムIT訓練北部教室IT基礎スキルアップ科、株式会社DOTCOM、熊本県熊本市
- DoIt!市民IT講座ピアクレス校基金訓練教室ITエキスパート養成科、有限会社トップシステム、熊本県熊本市
- MTS人材育成部、株式会社MTS、熊本県熊本市
- ネイチャリング・プロジェクト熊本教室ソーシャルビジネス就業・起業者養成科、ネイチャリング・プロジェクト、熊本県熊本市
- リッツネイルアカデミー即戦力ネイリスト科、株式会社リッツデザイン、熊本県熊本市
- パソコンスクールパリフ 下通校基礎演習科、有限会社パリフ、熊本県熊本市
- 福祉研究カレッジ熊本校福祉介護科、株式会社介護家族、熊本県熊本市
- アツカ第2研修室基礎演習科、アツカコミュニケーションズ有限会社、熊本県熊本市
- 総合プラントITビジネス科、株式会社総合プラント、熊本県熊本市
- オズビル（ヤマオカビル）2階-B研修室医療秘書＆一般事務科、有限会社カブス、熊本県熊本市
- テクノクリエイティブ 第2教室経理・FP実務科、株式会社テクノクリエイティブ、熊本県熊本市
- アビリティスクール・マリオネット介護スタッフ養成科、有限会社マリオネット、熊本県熊本市
- あったかパソコンITスキルアップ科、あったかパソコン、熊本県熊本市
- LSアカデミー熊本校、株式会社LIFESOLUTIONS、熊本県熊本市
- ワード・ハウスミズ 水前寺校基礎演習科、株式会社ワード・ハウスミズ、熊本県熊本市
- セントラルアカデミー 水前寺校ITスキルビジネス科、C.I.Nine株式会社、熊本県熊本市
- 合同会社くまもと教育支援センター基礎演習科、合同会社くまもと教育支援センター、熊本県熊本市
- パソコンスクールパリフ ゆめタウンはません校基礎演習科、有限会社パリフ、熊本県熊本市
- ワード・ハウスミズ 健軍校基礎演習科、株式会社ワード・ハウスミズ、熊本県熊本市
- メイコー医療事務育成科医療事務即戦科、株式会社メイコー、熊本県熊本市
- 未来オフィスII、未来開発株式会社、熊本県熊本市
- パソコン教室のびのびネット 第2教室基礎演習科、有限会社のびのびネット、熊本県荒尾市
- エヌエーエスコーポレーション すずかけ教室IT基礎総合ビジネス科、株式会社エヌエーエスコーポレーション、熊本県合志市
- 熊本ソフトウェア株式会社医事・クラーク育成科、熊本ソフトウェア株式会社、熊本県上益城郡益城町
- 人吉球磨広域行政組合田園都市中核施設 カルチャーパレス介護員養成科、株式会社ゆーぜん、熊本県人吉市
- システムランドパソコン基礎科、水俣校パソコン基礎科、有限会社システムランド、熊本県水俣市
- 人吉球磨能力開発センターパソコン基礎科、職業訓練法人 人吉球磨能力開発センター、熊本県人吉市
- リッツスキルアップスクール天草教室基礎演習科、株式会社リッツ、熊本県天草市
- 天草ニューモラルセンター 1階研修室基礎演習科、有限会社カブス、熊本県天草市
- パソコンスクールパリフ ゆめタウン八代校Webサイト作成科、有限会社パリフ、熊本県八代市
- 永正本校、八代通町校、株式会社永正、熊本県八代市
- 鈴かぜ、有限会社鈴かぜ、熊本県八代市
- エディスパソコン学院臼杵校IT基礎科、株式会社ディック学園、大分県臼杵市
- 蒲江の海たかひら研修室介護福祉サービス科、特定非営利活動法人蒲江の海、大分県佐伯市
- スキルアップネクスト SUN 就職支援センター基礎から学べるパソコンマスター科、有限会社トップエンタープライズ、大分県大分市
- 特定非営利活動法人ワーカーズコープ 大分教室地域サポーター養成科、特定非営利活動法人ワーカーズコープ、大分県大分市
- LSアカデミー大分校 B教室パソコン事務スキルアップ科、株式会社LIFESOLUTIONS、大分県大分市
- ジョイフレ下郡教室基礎演習科、有限会社アスカコーポレーション、大分県大分市
- 河野文化学園 明星国際ビューティカレッジビューティビジネス科、学校法人河野文化学園、大分県大分市
- 大経キャリアサポート 赤レンガ2階 午前教室、株式会社大経キャリアサポート、大分県大分市
- エスケイウッド研修センター、有限会社エスケイウッド、大分県大分市
- 大経キャリアサポート 中島午後教室、株式会社大経キャリアサポート、大分県大分市
- パディアトリミングスクールドッグトリマー養成科、パディア、大分県大分市
- エディスパソコン学院本部、株式会社ディック学園、大分県大分市
- 特定非営利活動法人ワーカーズコープゆりかご介護・福祉・地域おこし科、特定非営利活動法人ワーカーズコープ、大分県大分市
- SIC パソコンインストラクター補助養成中津教室パソコンインストラクター補助養成科、株式会社サポートインフィニティ、大分県中津市
- ヤマニランド・パソコン教室基礎演習科、有限会社タイムツリー、大分県日田市
- リッツパソコンスクール JR日田駅校、株式会社リッツ、大分県日田市
- 花月PC-NET基礎演習科、花月PC-NET、大分県日田市
- 大経キャリアサポート 別府東、株式会社大経キャリアサポート、大分県別府市
- TenpRich ビューティーケアプロ養成室ビューティーケアプロ養成科、TenpRich、大分県別府市
- ビューティーライフカレッジビューティーセラピスト養成科、Y's office、大分県別府市
- エディスパソコン学院別府校、三重町校IT基礎科、株式会社ディック学園、大分県
- 日本アイティディ株式会社 延岡開発センターWebエンジニア養成科、日本アイティディ株式会社、宮崎県延岡市
- ビットキャリアスクール、株式会社ビットクラブ、宮崎県延岡市
- トライアート・カレッジ、学校法人ミウラ学園、宮崎県延岡市
- フロンティア会 あさひ教室不動産ライセンス科 1期、特定非営利活動法人フロンティア会、宮崎県宮崎市
- 特定非営利活動法人フロンティア会 あさひ教室NPO人材育成科 3期、特定非営利活動法人フロンティア会、宮崎県宮崎市
- AOBA BODY MAKE COLLEGE 宮崎本校トータルビューティー実践演習科、株式会社AOBA、宮崎県宮崎市
- カルナアロマスクールアロマセラピスト科、有限会社エムズブレイン、宮崎県宮崎市
- 宮崎キャリア・デザインスクールMac&DTPデザイン科、株式会社インタークロス、宮崎県宮崎市
- Live IT SchoolWebプログラマー科、株式会社TOTEMO、宮崎県宮崎市
- ライブビジネススクール基礎演習科、合同会社ライブビジネス、宮崎県宮崎市
- 宮崎県農業法人経営者協会 加藤えのき教室実践近代農業科、社団法人宮崎県農業法人経営者協会、宮崎県宮崎市
- ハンドイン 宮崎校介護ヘルパー総合科、株式会社ハンドイン、宮崎県宮崎市
- スクールOBN 宮崎第1校舎アロマコーディネーター科、オービーエヌ株式会社、宮崎県宮崎市
- オフィスわだ株式会社 学びのスクール会計実務科、オフィスわだ株式会社、宮崎県宮崎市
- 小林高等職業訓練校基礎演習科、職業訓練法人小林職業訓練会、宮崎県小林市
- 市民ビジネス学院都城校、株式会社CORE、宮崎県都城市
- アイ日本総合ビジネス学院 宮日パソコン教室 都城校ビジネスパソコン基礎科、アイ日本総合ビジネス学院有限会社、宮崎県都城市
- スコラ鷹尾教室、株式会社スコラ、宮崎県都城市
- 都城地域高等職業訓練校、職業訓練法人都城地域職業訓練協会、宮崎県都城市
- オプサイブ 都城校エステ科、株式会社オプサイブ、宮崎県都城市
- パソコンスクールTOKI 姶良池島校ホームページ実践演習科2、有限会社シンポート、鹿児島県姶良市
- パソコンスクールパリティビット基礎演習科、有限会社パリティビット、鹿児島県奄美市
- エス・テー・ラボ 宮之城校PCスキル活用科、株式会社エス・テー・ラボ、鹿児島県薩摩郡さつま町
- フォーエバー 川内教室、株式会社フォーエバー、鹿児島県薩摩川内市
- アグリスクール指宿農業実践科、株式会社エム・コーポレーション、鹿児島県指宿市
- オプサイブ 鹿屋校、株式会社オプサイブ、鹿児島県鹿屋市
- A-cube株式会社 鹿大前教室A基礎演習科、A-cube株式会社、鹿児島県鹿児島市
- ウェルフェア下荒田教室介護福祉科、上荒田教室Webクリエイト科、有限会社ウェルフェア、鹿児島県鹿児島市
- アジャストデンタルスクール歯科アシスタント科、有限会社アジャスト、鹿児島県鹿児島市
- アジャストヘルパースクールヘルパー2級・介護事務資格取得科、有限会社アジャスト、鹿児島県鹿児島市
- アジャストI・Sスクール基礎演習科、有限会社アジャスト、鹿児島県鹿児島市
- オプサイブ 鹿児島校、株式会社オプサイブ、鹿児島県鹿児島市
- 合同会社ブレインビューティースクール県公社ビル教室美容・セラピスト基礎技術習得科、合同会社ブレイン、鹿児島県鹿児島市
- バーミリオンメイクスクールメイクアドバイザー・ネイリスト養成科、有限会社リズム、鹿児島県鹿児島市
- 就活サポートスクール 草牟田校、有限会社ヒューマンケアドリーム、鹿児島県鹿児島市
- コルテーヌ、株式会社コルテーヌ、鹿児島県鹿児島市
- アスリー谷山校IT基礎スキルアップ科、株式会社アスリー、鹿児島県鹿児島市
- アンチエイジングサロン・シルキー美容のための総合実践演習科、有限会社テイクワイズ・コーポレーション、鹿児島県鹿児島市
- オプサイブ 国分校、株式会社オプサイブ、鹿児島県霧島市
- K&Iビジネススクール基礎演習科、株式会社リバーウェル、鹿児島県霧島市
- 特定非営利活動法人eワーカーズ鹿児島基礎演習科、特定非営利活動法人チャレンジド就労支援ネットワークeワーカーズ鹿児島、鹿児島県霧島市
- ケイ企画 隼人教室インストラクター養成科、株式会社ケイ企画、鹿児島県霧島市
- 特定非営利活動法人薩摩ROCK・CLUB 隼人教室ソーシャルサポーター養成科、特定非営利活動法人薩摩ROCK・CLUB、鹿児島県霧島市
- いちゅい具志川じんぶん館IT/Webクリエイター科、株式会社アイセック・ジャパン、沖縄県うるま市
- 技術向上支援校、有限会社嘉陽測量設計、沖縄県うるま市
- オキミックス石川校、株式会社たーむ、沖縄県うるま市
- 石川ビジネススクール、有限会社 鳶 石川組、沖縄県うるま市
- パソコンスクールベルトリー、ベルトリー、沖縄県うるま市
- 沖縄スパ アカデミー、学生サービスセンター株式会社、沖縄県浦添市
- 海生堂 能力開発支援センター、有限会社海生堂、沖縄県浦添市
- オーエー就職サポート 浦添校ITスキル科、有限会社オーエー石材、沖縄県浦添市
- 海邦コンサルタント 浦添校、株式会社海邦コンサルタント、沖縄県浦添市
- gen基礎演習科、株式会社gen、沖縄県浦添市
- ビジネススクールクラフト、有限会社クラフトコーポレーション、沖縄県浦添市
- 基金訓練就職支援センター、有限会社オキナワエールファーム、沖縄県浦添市
- フィロソフィアエステティシャン養成科、有限会社フィロソフィア、沖縄県浦添市
- 浦添産業振興センター・Drema Training、ジーエスカンパニー株式会社、沖縄県浦添市
- アイズ沖縄 『アイズトレーニングスクール』基礎演習科、株式会社アイズ沖縄、沖縄県浦添市
- 沖縄 パソコンスクール基礎演習科、株式会社泉、沖縄県浦添市
- パソコンスクール E、インポートサービスエムアイエム、沖縄県浦添市
- パソコンスクールflog!、株式会社プロシューマー、沖縄県沖縄市
- 高原パソコンスクール 第二教室、ブナガヤ・ヘリテージ株式会社、沖縄県沖縄市
- リクルートBスクール 沖縄泡瀬校、株式会社あうん、沖縄県沖縄市
- パソコン教室 ビーンズパソコン事務スキル習得科、有限会社ビーンズ、沖縄県沖縄市
- SRS（エスアールエス）基礎演習科、合同会社山斗、沖縄県沖縄市
- ランド就職支援センター 第5教室基礎演習科（午後）、株式会社ランド、沖縄県沖縄市
- パソコンスクールJoy Tech 沖縄校、有限会社Joy Tech、沖縄県沖縄市
- パソコンスクールGENKIうるま校、沖縄第2校、沖縄校、中城校、名護校、株式会社GENKI、沖縄県
- ブナガヤ・ビジネス・アカデミー高原校、ブナガヤ・ヘリテージ株式会社、沖縄県沖縄市
- フロムサーティ、合同会社山斗、沖縄県沖縄市
- 基金訓練就職支援センター コザ校、農業生産法人有限会社オキナワエールファーム、沖縄県沖縄市
- サザンウィングコザ校基礎演習科、有限会社ソフトハウスサザンウィング、沖縄県沖縄市
- ウエル・カルチャースクール コザ校、株式会社十雨商事、沖縄県沖縄市
- サザンウィング コザ校、有限会社ソフトハウスサザンウィング、沖縄県沖縄市
- 琉球職業能力開発学院、東亜貿易株式会社、沖縄県沖縄市
- MIJワーキングスクール、有限会社エム・アイ・ジェイ・システム、沖縄県沖縄市
- パソコン教室 あわせ、有限会社ヨコタ興産、沖縄県沖縄市
- パッションホープカレッジスクール美里校、パソコンインストラクター養成科パソコンインストラクター養成科、ビューティースクール午前科、チーム・プレイズ株式会社、沖縄県沖縄市
- パソコンスクール アシスト泡瀬、有限会社儀保建設工業、沖縄県沖縄市
- MIJワーキングスクール、有限会社エム・アイ・ジェイ・システム、沖縄県沖縄市
- 沖縄BBcom ITカレッジ 宜野湾校、株式会社ベストビジネスコミュニケーション、沖縄県宜野湾市
- ミュージアム キャリア・スクール、株式会社ミュージアム、沖縄県宜野湾市
- グレイスふたば基礎演習科、株式会社まゆん手、沖縄県宜野湾市
- フォスタトレーニングラボ健康スポーツ産業スタッフ養成科、株式会社フォスタ、沖縄県宜野湾市
- 宜野座村文化センター実務経理科、株式会社名護アカウンティングカレッジ、沖縄県国頭郡宜野座村宜野座314-1
- 金武アカデミーパソコンインストラクター養成科、有限会社冨士代商店、沖縄県国頭郡金武町
- よくわかるパソコン教室 糸満校基礎演習科、ABC教育株式会社、沖縄県糸満市
- スマイル パソコンスクール経理事務科、有限会社琉伸技術、沖縄県糸満市
- 海邦コンサルタント 西原校、株式会社海邦コンサルタント、沖縄県西原町
- ハブクリエイトアカデミー八重山校、株式会社ハブクリエイト、沖縄県石垣市
- スタッフCG・Webデザイン実践プログラミング科、有限会社スタッフ、沖縄県石垣市
- パソコン・コールセンタースクール かでな 、有限会社稲一、沖縄県中頭郡嘉手納町
- 学生サービスセンター株式会社 教育支援研修室、学生サービスセンター株式会社、沖縄県中頭郡西原町
- パソコン教室 にしはら、有限会社ヨコタ興産、沖縄県中頭郡西原町
- ビジネススクールオーエス中城校、有限会社オーエス、沖縄県中頭郡中城村屋宜279
- スタンプ 南上原教室、株式会社スタンプ、沖縄県中頭郡中城村字南上原835-1 102号室
- D.PROJECT キャリアデザインアカデミー（読谷校）基礎演習科、株式会社D.PROJECT、沖縄県中頭郡読谷村字伊良皆310-1読山ビレッジセンター 2階
- パソコンスクール アローズ、シロマトレーディング、沖縄県中頭郡読谷村比謝矼100伊波ビル202
- 美浜ITスクール、株式会社ユーアンドアイホールディングス、沖縄県中頭郡北谷町
- 千代田ブライダルハウス 就職支援研修室ウエディングプランナー科、株式会社千代田ブライダルハウス、沖縄県中頭郡北谷町
- MIJワーキングスクール、有限会社エム・アイ・ジェイ・システム、沖縄県中頭郡北谷町
- ごーやーどっとネットスクール 南風原校、有限会社ごーやーどっとネット、沖縄県島尻郡南風原町
- じんぶん農産学校事業部農産業実践科、株式会社アイランドファーム、沖縄県島尻郡八重瀬町
- リレーションシップ 人材教育事業部、株式会社リレーションシップ、沖縄県那覇市
- パソコン教室 シュガー、株式会社大東商事、沖縄県那覇市
- ジードライブ 那覇教室、株式会社ジードライブ、沖縄県那覇市
- フォイス 沖縄営業所Webクリエイター科、株式会社フォイス、沖縄県那覇市
- アプロスコンピュータ学院、株式会社ワイズライン、沖縄県那覇市
- 琉球ウェブカレッジ、琉球インタラクティブ株式会社、沖縄県那覇市
- ジョブシティカレッジ那覇校介護職員基礎研修科、有限会社安里商店、沖縄県那覇市
- ウェルネス・アカデミーOkinawa、有限会社ゼーゲン・ウェルネス・リンク、沖縄県那覇市
- パークプランネットワークシステム 久茂地教室、株式会社パークプランネットワークシステム、沖縄県那覇市
- ワールドインテック 沖縄教室、株式会社ワールドインテック、沖縄県那覇市
- クローバー、株式会社クローバーモンテッソーリインターナショナル、沖縄県那覇市
- 能力開発就職支援センター 小禄校、合同会社能力開発、沖縄県那覇市
- パソコン教室YES、合同会社能力開発、沖縄県那覇市
- 就労支援パソコン教室大樹ビジネスパソコン科、有限会社大樹、沖縄県那覇市
- インリンク若狭、イン・リンク株式会社、沖縄県那覇市
- 就職支援教室ワン's、特定非営利活動法人ワン'sパートナーの会、沖縄県那覇市
- 大樹曙教室基礎演習科、有限会社大樹、沖縄県那覇市
- アジアパソコンスクール、有限会社アジア通商、沖縄県那覇市
- パソコンスクールGOO.N基礎演習科、株式会社プロシューマー、沖縄県那覇市
- ブリング アップ スクール、有限会社二千年、沖縄県那覇市
- ATS育成アカデミー 那覇校基礎演習科、エイティエス株式会社、沖縄県那覇市
- Y'sインターナショナルビューティーカレッジ、有限会社Y'Sプランニング、沖縄県那覇市
- 就職スキルアップ支援教室ブライダルプランナー養成科、株式会社オフィスK、沖縄県那覇市
- キャリアウォーク沖縄、株式会社シーサー、沖縄県那覇市
- KBC学園東町校ホームページデザイン科、ITパソコンスキル科、学校法人KBC学園、沖縄県那覇市
- アカデミー学院トータルビューティーエステ科、アカデミー、沖縄県那覇市
- 海邦コンサルタント那覇、株式会社海邦コンサルタント、沖縄県那覇市
- 琉球テクニカルカレッジ基礎演習科、株式会社関西コニーズ、沖縄県那覇市
- 沖縄コールスタッフサービス 就職支援室、株式会社沖縄コールスタッフサービス、沖縄県那覇市
- オーエー就職サポート 那覇校、有限会社オーエー石材、沖縄県那覇市
- サザンウィング那覇校、有限会社ソフトハウスサザンウィング、沖縄県那覇市
- 豊見城パソコン教室、株式会社豊都建設、沖縄県豊見城市
- 就職支援PC教室初心者パソコン基礎科、有限会社 丸一組、沖縄県豊見城市
- ブナガヤ・ビジネス・アカデミー 伊差川校、ブナガヤ・ヘリテージ株式会社、沖縄県名護市